# Kimi Räikkönen
Kimi-Matias Räikkönen (* 17. října 1979 Espoo, Finsko) je bývalý finský automobilový závodník, známý především ze závodů mistrovství světa vozů Formule 1. V roce 2007 se stal mistrem světa, s týmovým kolegou Felipe Massou během svého angažmá u týmu Ferrari získal také dvakrát pohár konstruktérů. Mezi jeho další úspěchy patří zisk druhého místa v mistrovství světa v letech 2003 a 2005, obojí v barvách týmu McLaren. Za svou kariéru jezdil v týmech Sauber (2001), McLaren (2002–2006) a od roku 2007 za Ferrari, kde měl mít původně smlouvu až do konce roku 2010, ale po sezóně 2009 zaujal jeho místo ve Ferrari Fernando Alonso. Po dvouletém závodění v World Rally Championship a NASCAR se vrátil do Formule 1, aby se připojil k týmu Lotus. V roce 2014 se vrátil do Maranella k týmu Ferrari, kde se stal týmovým kolegou Fernanda Alonsa. Od sezóny 2015 do sezóny 2018 jezdil po boku Sebastiana Vettela. V sezóně 2019 přestoupil do týmu Alfa Romeo. Po sezoně 2021 se rozhodl ukončit svou kariéru ve Formuli 1. V současnosti se věnuje reklamním aktivitám a závodní kariéře svého syna, Robina Räikkönena.

## Kariéra

### Kariéra před Formulí 1
Kimi dlouho jezdil na motokárách, konkrétně od deseti let, a v roce 1999 skončil druhý v Evropském šampionátu Formule Super A. Souběžně také jezdil sérii Formule Ford Euro Cup. Ve dvaceti letech vyhrál Britskou Formuli Renault Winter Series, když vyhrál první čtyři závody sezóny. Roku 2000, vyhrál sedm z deseti závodů šampionátu Britské Formule Renault. Jeho bilance v sériích Formule Renault byla obdivuhodná, Räikkönen vyhrál 13 z 23 závodů, což znamená 56 % vyhraných závodů.

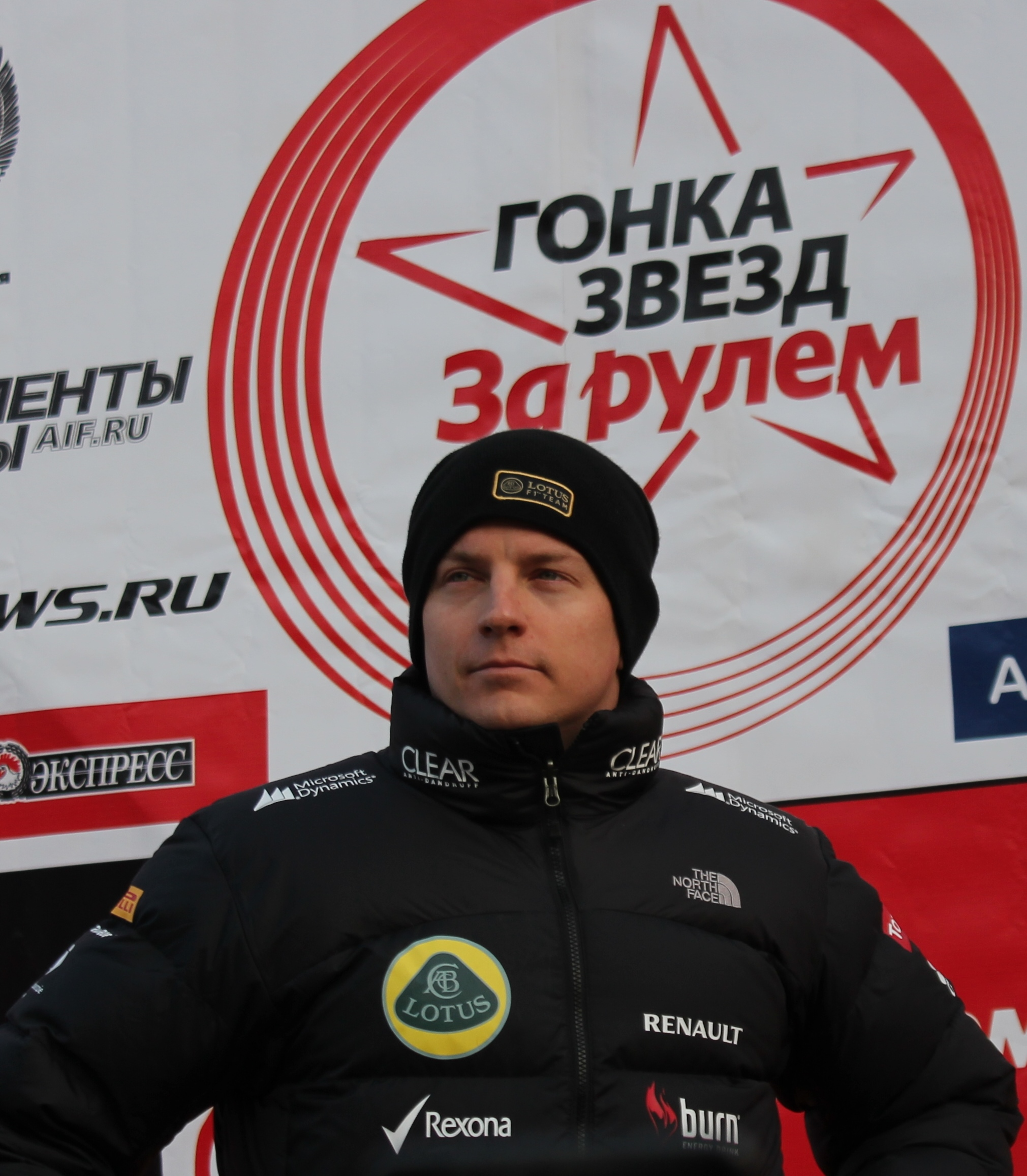
Kimi Räikkönen při focení pro novináře

### 2001: Sauber
Ač toho Räikkönen mnoho nenajezdil, dal mu Peter Sauber, šéf týmu Sauber, šanci testovat v září roku 2000. Po testech na Jerezu a Barceloně, podepsal Sauber s Räikkönenem smlouvu na rok 2001. Na adresu mladého Fina ale byla i vlna kritiky ohledně udělení superlicence, bez které by nemohl závodit. Prezidentovi FIA se nelíbilo, že Kimi odjezdil ve formulových závodech pouhých 23 závodů a považoval ho za velice nezkušeného. Nicméně Kimi předvedl hned v prvním závodě, že jezdit umí, když si vyjel bod za šesté místo v Grand Prix Austrálie. Zajímavostí bylo, že Räikkönen ještě 20 minut před závodem spal (Kimi řekl, že spí rád natolik, že před kvalifikacemi a závody musí být probuzen.).
Räikkönen působí velice klidně, chladně a výborně kalkuluje závodní strategii a vysloužil si přezdívku „Iceman“ („Ledový muž“). Tuto přezdívku má dokonce i na své helmě. Jeho další přezdívky, které v té době dostal, jsou například Kimppa, Räikkä a Kimster (tak mu říkali mechanici). Někteří Finové mu vtipně říkají „Räkkä“, což ve finštině znamená nudle u nosu. Tato přezdívka vznikla ze slova Häkä (ve finštině oxid uhelnatý), která byla přezdívkou Miky Häkkinena.
První sezona pro něj byla velmi solidní, 4× bodoval a 8× skončil v první osmičce. Celkem vybojoval 9 bodů a společně s týmovým kolegou Nickem Heidfeldem (ten získal 12 bodů), pomohli týmu Sauber k nejlepšímu umístění v poháru konstruktérů a to konkrétně ke čtvrtému místu.

### 2002–2006: McLaren
Räikkönen po sezóně 2001 odešel od Sauberu. Možnosti byly hned dvě. Ferrari, které dodávalo Sauberu motor, si na něj dělalo zálusk, ale jezdce už oba mělo a to kvalitní. A tak Räikkönen zamířil do McLarenu, kde vystřídal svého krajana a dvojnásobného mistra světa, Miku Häkkinena, který ukončil kariéru. McLarenu se ale dostalo kvůli mladému Finovi kritiky, když ho upřednostnili před Nickem Heidfeldem, který jezdil v roce 2001 u Sauberu lépe než Kimi.

#### 2002
Při svém debutu v McLarenu, zaznamenal Räikkönen třetí místo v Australské Grand Prix. Nejblíže k vítězství byl Kimi v Grand Prix Francie, kde figuroval na prvním místě, ale kvůli oleji na trati z vozu Allana McNishe, se dostal mimo trať a skončil druhý. Přestože měl McLaren problém se spolehlivostí motorů Mercedes, získal Kimi 24 bodů a čtyři pódiová umístění a byl jen o maličko horší než týmový kolega David Coulthard. Na konci sezóny tedy figuroval na šestém místě, jednu pozici za Coulthardem. Společně tak vybojovali pro McLaren třetí pozici v poháru konstruktérů.

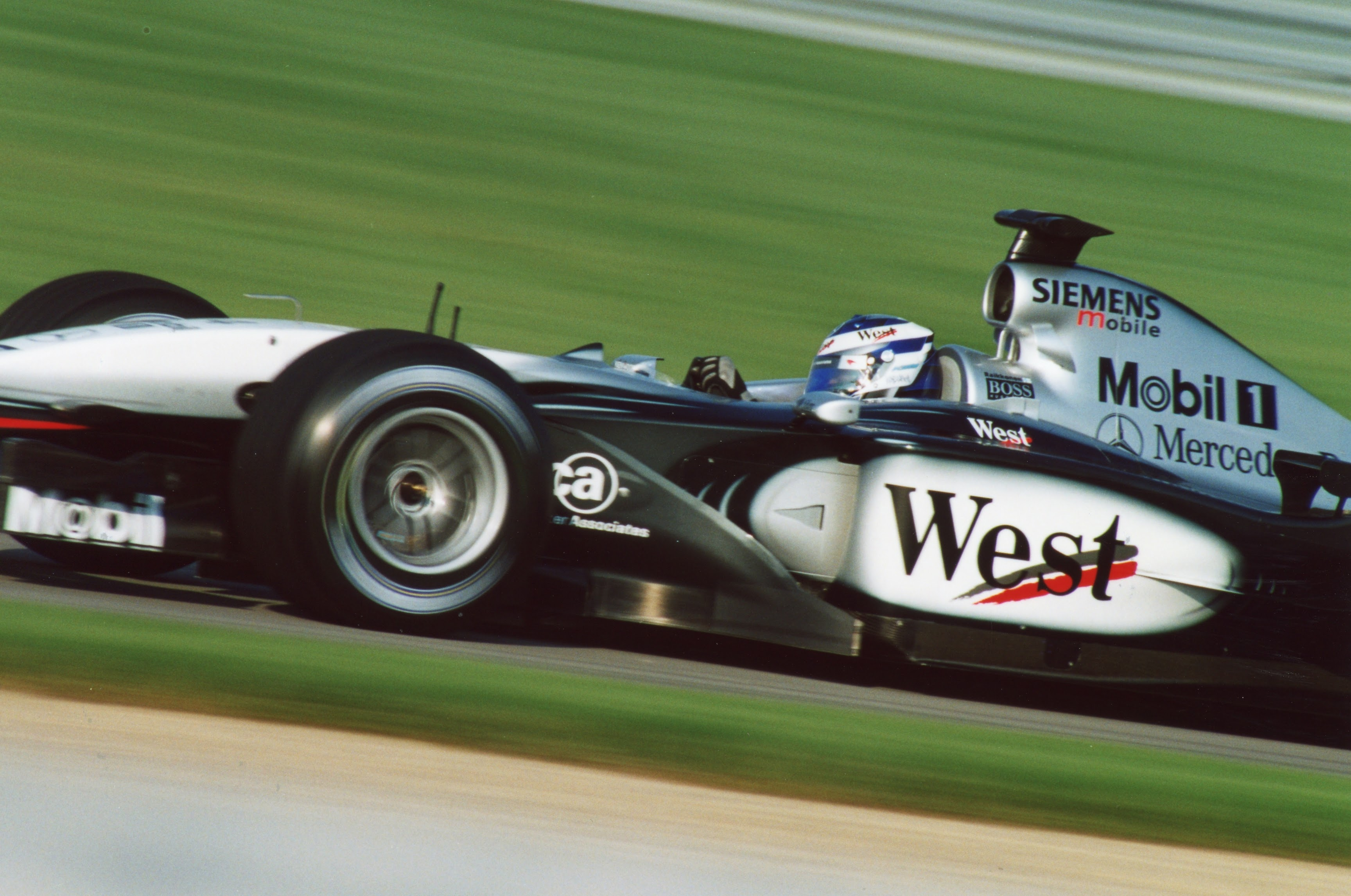
Kimi Räikkönen v McLarenu na Grand Prix USA 2002

#### 2003
V zahajovacím závodě v Austrálii, se Räikkönen kvalifikoval v náhradním voze až jako patnáctý. V závodě však vedl, ale až do chvíle, kdy dostal penalizaci za překročení rychlosti v boxech. Tuto nepříjemnost však způsobila závada v elektronickém systému auta. I tak ale Kimi dosáhl skvělého třetího místa. První závod vyhrál Räikkönen v Malajsii, kde startoval ze sedmého místa. V průběhu dalšího závodu v Brazílii, byl opět vyhlášen vítězem, a to po zastavení závodu v kole 55. Pravidla říkají, že výsledky závodu by měly být takové, jaké byly 2 kola před zastavením závodu. O týden později však bylo rozhodnuto a prověřeno, že závod byl zastaven v kole 56 a výsledky platí tedy z kola 54. Tím pádem vyhrál Giancarlo Fisichella a Räikkönen musel trofej vrátit a převzít trofej za místo druhé.
Většina týmů své vozy vylepšovala, avšak McLaren používal šasi z roku 2002, což auta trochu brzdilo. I tak ale skončil Räikkönen druhý v Imole. Na okruhu ve Španělsku udělal Kimi chybu v kvalifikaci a musel startovat ze zadních pozic. Smůlu měl i v závodě, kde odstoupil, když havaroval s Antoniem Pizzoniou, který zůstal stát na startu.
V dalších závodech sázel McLaren spíše na dobrou strategii, než na rychlost. V Grand Prix Rakouska měl Kimi problémy s řízením vozu a jen taktak uhájil druhou pozici před Rubensem Barrichellem. Blízko k vítězství měl Fin v Monaku, ale nakonec zůstal o méně než sekundu druhý za Juanem Pablem Montoyou. V Kanadě startoval Räikkönen z pit lane, když v kvalifikaci měl problémy s nedotáčivostí vozu a vyjel mimo trať. V závodě dojel šestý, ale o více než minutu za vítězným Michaelem Schumacherem.
Při Grand Prix Evropy vybojoval Räikkönen pole position a vedl závod až do 25. kola, kdy mu vypověděl službu motor. Jeho soupeř v boji o titul, Michael Schumacher dojel pátý a získal náskok 4 bodů na Räikkönena. Další souboj těchto dvou jezdců probíhal ve Francii, kde Fin skončil čtvrtý, jednu příčku za Němcem. Při Grand Prix Velké Británie si však pozice prohodili. V Německu finský pilot závod nedokončil, když se zapletl do kolize v první zatáčce s Ralfem Schumacherem a Rubensem Barrichellem. V dalším závodě, v Maďarsku, dojel Räikkönen druhý.
McLaren před Grand Prix Itálie oznámil, že ročník dokončí se starým šasi MP4-17D a neukáže se v novém MP4-18, jak oznámil předtím. Räikkönen dojel v Itálii čtvrtý a ztratil na vítěze Michaela Schumachera dalších 5 bodů.
V Grand Prix USA vybojoval Kimi další pole position, přesto dojel druhý za Michaelem Schumacherem. V posledním závodě tak stačilo Schumacherovi získat jeden bod, aby získal titul mistra světa. Räikkönen tedy musel vyhrát a doufat, že Schumacher bude bez bodu. Po osmém místě z kvalifikace dojel Kimi druhý a Schumacher osmý. Němec se tak radoval z šestého titulu mistra světa. Odstoupení Juana Pabla Montoyi rovněž znamenalo, že Räikkönen bude celkově druhý, pouze dva body za mistrem světa. McLaren však druhou pozici v poháru konstruktérů ztratil a skončil třetí, dva body za druhým Williamsem a 12 bodů za Ferrari. Vše bylo rozhodnuto až v posledním závodě, před ním mohl vyhrát pohár kterýkoliv z těchto tří týmů. Sezóna 2003 tak byla rozhodně jednou z nejvyrovnanějších.

#### 2004
Sezóna 2004 začala pro Räikkönena přímo katastrofálně. V prvních sedmi závodech získal pouhý bod. Jeho McLaren, nebo spíše motor Mercedes, měl neustálé poruchy, a tak Kimi dokončil jen dva závody z úvodních sedmi. Räikkönen měl tedy jeden bod oproti lídrovi šampionátu Michaelu Schumacherovi, který měl bodů 60. Šance na titul či na zopakování druhého místa z minulého roku vzaly rázem za své. V Kanadě nastaly problémy znovu, Räikkönen musel 5× do boxů, i tak ale skončil pátý, ale jen díky diskvalifikaci Williamsu a obou Toyot. V druhém závodě za mořem, v USA, dojel šestý.
Při francouzské Grand Prix představil McLaren nový typ McLaren MP4-19B. Räikkönen dokončil závod jako sedmý, o příčku za týmovým kolegou Davidem Coulthardem. Na okruhu v Silverstone vybojoval Kimi konečně pole position a v závodě dojel druhý, za vítězem Michaelem Schumacherem. Tento výsledek McLaren povzbudil a v příštím závodě v Německu startovaly oba vozy z druhé řady. Oba jezdci měli dobrý start, ale Kimi ve 13. kole ztratil přední křídlo a musel odstoupit, když pronásledoval vedoucího Michaela Schumachera. V Maďarsku musel Räikkönen odstoupit znovu ve 13. kole, po startu z 10. místa. Ale v Belgii se už konečně zadařilo. Kimi se kvalifikoval jako desátý, ale v 11. kole převzal vedení, které do konce závodu už nepustil a McLaren se radoval z prvního vítězství v sezóně. Další víkend se jelo v Monze a číslo 13 se opět projevilo jako číslo nešťastné. Räikkönen totiž odstoupil už potřetí v 13. kole, tentokrát kvůli problémům s elektronikou. V dalším závodě v Číně dojel třetí, ale pouze 1,4 sekundy za vítězným Rubensem Barrichellem.
V Japonsku se Räikkönen v prvním kole střetl s Felipem Massou, což mělo za následek potíže s ovladatelností vozu. Přesto ale dojel šestý, 2,5 sekundy za Fernandem Alonsem. Při Grand Prix Brazílie, předjel Kimi vítěze kvalifikace Barrichella, ještě před zatáčkou Curva De Sol. Poté bojoval s Juanem Pablem Montoyou o vedení a nakonec dojel o sekundu za ním a byl druhý. Celkově skončil Räikkönen na sedmém místě, se ziskem 45 bodů a čtyřmi umístěními na stupních vítězů, pouze o bod za šestým Jarnem Trullim.
I přes mizivý výkon v roce 2004, byl Kimi stále viděn jako nadcházející hvězda, společně s Fernandem Alonsem a stájovým kolegou v roce 2005, Montoyou. Odborníci předpovídali, že rok 2005 bude pro tým McLaren rokem výborným, hlavně díky Räikkönenovi a Montoyovi. Kimi byl též označen Rossem Brawnem a Jeanem Todtem jako jezdec, který bude v budoucnu jezdit za Ferrari. V listopadu 2004, oznámil Räikkönen, že chce vytvořit společně se svým manažerem Stevem Robertsonem svůj vlastní tým, s názvem Räikkönen Robertson Racing (známý i jako „Double R“). Tento tým měl v roce 2005 jezdit ve Formuli 3.

#### 2005
Start do sezóny 2005 se Kimimu opět nevydařil. Vůz byl na pneumatikách Michelin pomalý, čemuž odpovídaly kvalifikační časy. Nejlepší umístění v kvalifikaci pro McLaren bylo v prvních 3 závodech 6. místo. Tohoto místa dosáhl Räikkönen v prvním závodě v Austrálii. Závod dokončil jako osmý a získal jen jeden bod. V Malajsii měl blízko ke stupňům vítězů, ale potíže s pneumatikou ho odsunuly mimo body. Na okruhu v Bahrajnu už ale vystoupal na pódium, když skončil třetí.
Poté se už celkem začalo dařit. Räikkönen si vyjel pole position v San Marinu, Španělsku a Monaku. Vyhrát mohl už v San Marinu, kde ho ale zradila hnací hřídel. Ostatní dva závody, kde stál na pole position, už ale vyhrál a na lídra šampionátu Alonsa ztrácel 22 bodů. Při Grand Prix Evropy si při předjíždění Jacquese Villeneuva o kolo poškodil pneumatiku a následné vibrace v posledním kole poškodily zavěšení. Räikönen tak skončil v ochranné bariéře (někteří komentátoři dávali Kimiho odstoupení za vinu Villeneuvovi, protože mu prý dal málo místa k předjetí). Alonso vyhrál a zvýšil tak svůj náskok v čele šampionátu. Kdyby si ale mohl Räikkönen pneumatiku vyměnit, zaručilo by mu to celkem jistě třetí místo. Výměna pneumatik však byla v roce 2005 zakázána a povolena jen v případech, kdy je pneumatika prasklá nebo velmi poničená.
Alonsova první velká chyba v roce 2005 přišla v Kanadě, kde vyhrál Räikkönen. Následující víkend v USA nastala známá aféra s pneumatikami Michelin. Do závodu startovali jen jezdci na pneumatikách Bridgestone, ostatní jezdci z bezpečnostních důvodů nestartovali. Ve Francii byl Kimi posunut na startovním roštu o deset míst dozadu, když musel vyměnit motor. Startoval třináctý, avšak v závodě dojel druhý za Alonsem. O týden později ve Velké Británii měl Kimi opět problémy s motorem kvůli úniku oleje a místo ze druhého startoval z místa dvanáctého. V závodě skončil třetí.
Při Grand Prix Německa byl Räikkönen v pohodlném vedení a dominoval celému víkendu. Kimi však nedojel, jelikož měl problémy s hydraulikou a Alonso díky vítězství opět zvýšil náskok v čele bodování.
V dalším závodě v Maďarsku se ale už opět zadařilo a Räikkönen vyhrál a ve Velké ceně Turecku se stal prvním jezdcem, který na novém okruhu zvítězil. O dva týdny později v Itálii mohl Kimi stát na pole position, ale motor ho zase odsunul o deset míst vzad. Strategie měla být taková, že Räikkönen pojede na rozdíl od ostatních jen na jeden pit stop. Problém s levou zadní pneumatikou ho ale stál o jednu zastávku v boxech víc a propadl se na dvanácté místo. Pak ale zabral a rázem byl třetí. Poté se ale dostal do hodin a závod dokončil na čtvrtém místě.
Závod v Belgii stejně jako minulý rok vyhrál. V dalším závodě v Brazílii dojel druhý za Montoyou a třetí skončil Alonso. Alonsovi tento výsledek stačil na to, aby si zajistil titul mistra světa. V předposledním závodě v Japonsku zajel Räikkönen asi nejlepší závod kariéry, když se ze sedmnáctého místa na startu (z důvodu deště a výměny motoru) propracoval až k vítězství a vyhrál posedmé v sezóně. Tohoto vítězství dosáhl, když v posledním kole předjel Giancarla Fisichellu. Tento předjížděcí manévr označil žurnalista Peter Windsor jako nejvíce působivé předjetí v sezóně.
Celkově tak Kimi obsadil druhé místo a časopisy F1 Racing a Autosport ho označili jako „Jezdce roku“.

#### 2006

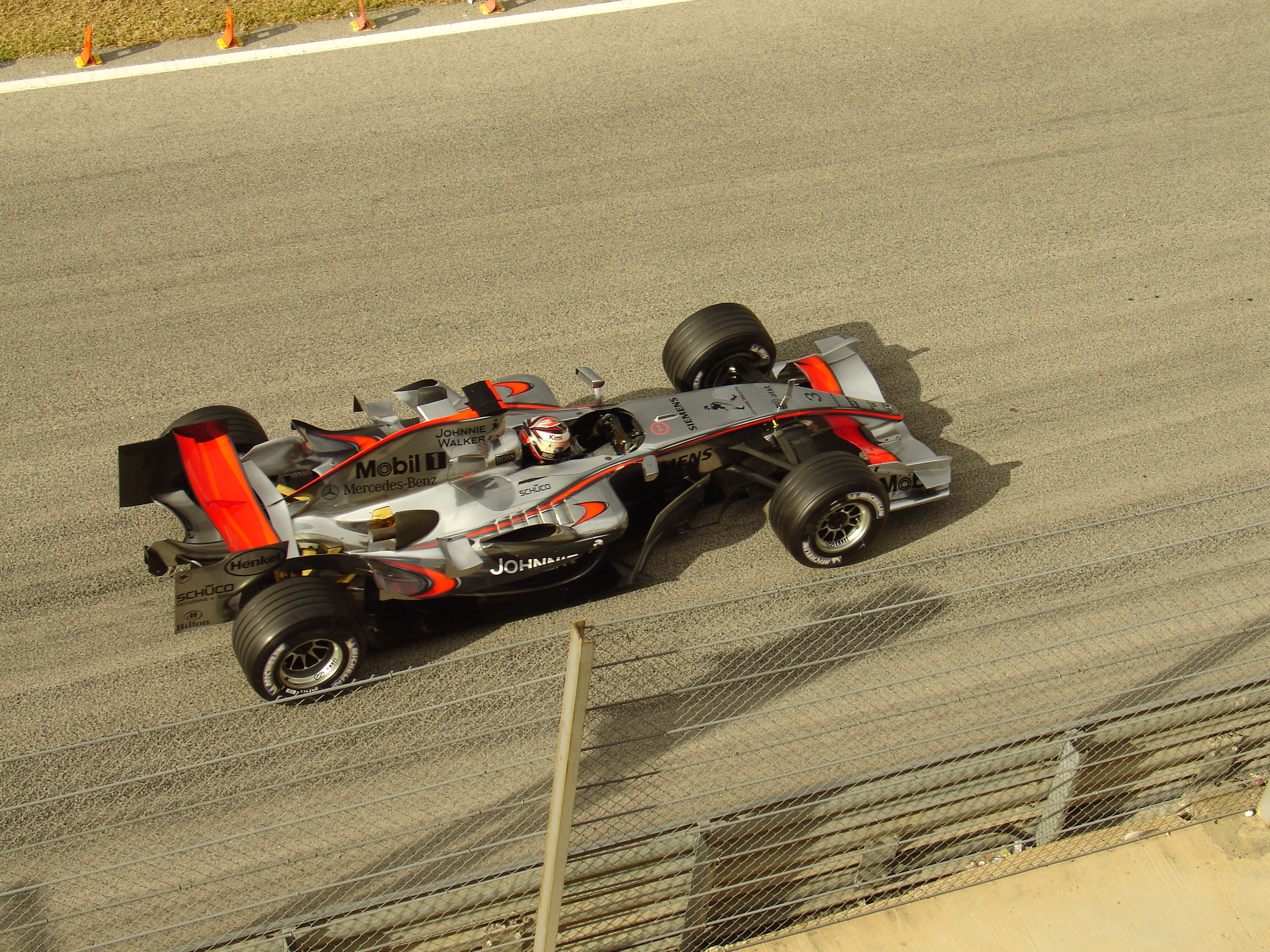
Räikkönen při testech pro McLaren na začátku roku 2006 na okruhu Valencia

V zahajovacím závodě v Bahrajnu měl Räikkönen při pátečním tréninku problémy s elektronikou a se zadním zavěšením při kvalifikaci. To ho odsunulo na poslední místo na startu. Nicméně se prokousával startovním polem a nakonec skončil na skvělém třetím místě, před ním dojeli jen Fernando Alonso a Michael Schumacher. Při Grand Prix Malajsie do Räikkönena zezadu naboural jezdec stáje Red Bull Christian Klien. Kimimu se poškodilo zavěšení a musel odstoupit.
McLaren do závodu v Austrálii zaostával za vozy Renault, v tomto závodě ale Räikkönen dojel druhý. Při stíhání Fernanda Alonsa zajel Kimi v posledním okruhu nejrychlejší kolo a skončil za vítězem jen o 1,8 sekundy. V San Marinu byla zvolena špatná strategie a navíc udělal Räikkönen chybu v kvalifikaci, kde byl osmý, v závodě se McLareny snažily udržet za Alonsem a Schumacherem. Kimi ale dojel pátý a jeho stájový kolega Montoya třetí. Šéf týmu McLaren, Ron Dennis, dokonce Fina obvinil za špatný výkon, měl prý na to dojet na stupně vítězů.

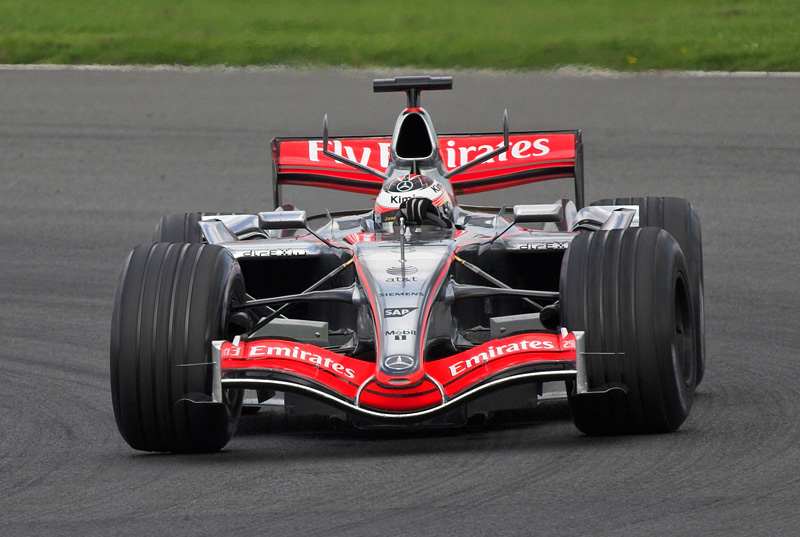
Räikkönen testuje pro McLaren na okruhu Silverstone v dubnu roku 2006

Kvalifikace ve Španělsku skončila Kimiho devátým místem, ale už v prvním kole závodu se dostal na místo páté. Na této pozici zároveň závod dokončil. Pár dní po závodě prohlásil, že nemá šanci získat titul mistra světa v roce 2006. V ulicích Monte Carla se Räikkönen kvalifikoval jako třetí. V průběhu závodu se dostal o příčku výš a držel krok s Alonsem. Přesto nakonec ze závodu odstoupil při vyjetí safety caru poté, co začal hořet výfuk u vozu.
Kvalifikace ve Velké Británie znamenala pro Fina druhé místo za Alonsem a příčku před Michaelem Schumacherem. Při zastávce v boxech se ale Schumacher před Kimiho dostal a odsunul jej na třetí místo, na kterém nakonec dojel. V Kanadě dosáhl Räikkönen dalšího pódiového umístění. Grand Prix USA však nedokončil po střetu se stájovým kolegou v kolizi sedmi vozů. Ve Francii se kvalifikoval jako šestý. Jeho týmový kolega Montoya z týmu odešel a nahradil ho testovací jezdec Pedro de la Rosa. Závod skončil Kimiho pátým místem. První pole position vybojoval Räikkönen v Německu. Na tomto okruhu ještě nikdy závod nedokončil, ale tentokrát se mu to povedlo a dojel třetí po boji s Jensonem Buttonem. Další pole position přišlo v Maďarsku, ale tady Kimi kolidoval v 25. kole s Vitantoniem Liuzzim a počtvrté v sezóně nedokončil závod.
Kolize se Scottem Speedem v první zatáčce v Turecku znamenala prasklou pneumatiku a poničené zavěšení. Po výměně pneumatiky se ale Räikkönenovi stále nedařilo. Asi v polovině dalšího kola skončil v zatáčce č. 4 ve svodidlech. V Italské Grand Prix sebral pole position Michaelu Schumacherovi o 2 tisíciny sekundy. V úvodu závodu vedl, ale jen do chvíle kdy ho při pit stopu předjel Schumacher. Na druhém místě setrval už po zbytek závodu. Po závodě prohlásil Michael Schumacher, že po sezóně končí s kariérou. Později Ferrari oznámilo, že sedminásobného mistra světa nahradí v roce 2007 právě Kimi Räikkönen.
Čínská Grand Prix znamenala další odstoupení pro Kimiho kvůli problému s motorem. Poslední dvě Grand Prix, v Japonsku a Brazílii, znamenaly dva dojeté závody, ale zároveň dvě pátá místa, takže na stupně vítězů Kimi opět nedosáhl.
Svou kariéru u McLarenu Mercedes zakončil pátým místem v poháru jezdců, přičemž jeho tým se umístil v poháru konstruktérů na místě třetím v sezóně bez vítězství.
Räikkönenův tým Räikkönen Robertson Racing v britské Formuli 3 zaznamenal velký úspěch, když britský jezdec Mike Conway získal titul a vyhrál prestižní Grand Prix Macau.

### 2007–2009: Ferrari
Po Grand Prix Itálie 2006 Ferrari oznámilo, že tým podepsal s Räikkönenem tříletou smlouvu na sezóny 2007–2009. Räikkönen po podepsání smlouvy prohlásil, že je s výměnou velmi spokojený a že přeje McLarenu v budoucnu hodně štěstí. Fin se stal týmovým kolegou Brazilce Felipeho Massy, který je ve Ferrari od roku 2006. Možná právě proto dostal Räikkönen vůz číslo 6, zatímco Massa podědil Schumacherův vůz číslo 5. Po odchodu Michaela Schumachera se stal Kimi nejlépe placeným jezdcem ve Formuli 1, když se jeho výdělek měl blížit k 51 milionům dolarů ročně.

#### 2007
Hned v prvním závodě za Ferrari v Grand Prix Austrálie vybojoval Räikkönen pole position a zajel nejrychlejší kolo. Stal se také po Nigelu Mansellovi v roce 1989 prvním jezdcem, který při svém debutu u Ferrari vyhrál závod. Poprvé v kariéře tak získal Kimi „hattrick“, když zaznamenal pole position, nejrychlejší kolo a vítězství. V Grand Prix Malajsie byl Räikkönen předjet nováčkem Lewisem Hamiltonem po startu a zůstal za ním po zbytek závodu a dojel třetí. Při Bahrajnské Grand Prix startoval Kimi ze třetí pozice, ale byl předjet svým nástupcem v McLarenu Fernandem Alonsem. Nakonec se ale Fin před Španěla dostal a dojel třetí. V Grand Prix Španělska Räikkönen odstoupil po pouhých 10 kolech z důvodu problému s elektronikou. V poháru jezdců se tak propadl na čtvrté místo za týmového kolegu Massu. Při kvalifikaci v Grand Prix Monaka se dostal do kontaktu s bariérou a poškodil zavěšení. Startoval tak z šestnácté pozice a dojel osmý.
V Grand Prix Kanady Räikkönen vybojoval v kvalifikaci čtvrtou pozici a dojel pátý po bitvě s Alonsem dokud nevyjel naposledy safety car a Alonso ztratil přilnavost a byl předjet Takumou Satem. Räikönenův stájový kolega Massa byl diskvalifikován. V druhém závodě za mořem, v Grand Prix USA, se Räikkönen kvalifikoval jako čtvrtý a též také dojel čtvrtý.
V Grand Prix Francie obsadil Kimi třetí místo v kvalifikaci, ale v první zatáčce předjel Lewise Hamiltona. Následně se držel za týmovým kolegou Massou, kterého ale předjel při zastávkách v boxech a vyhrál tak druhou Grand Prix v sezóně. Celkově to pro něj bylo 11. vítězství v kariéře.
Do Grand Prix Velké Británie odstartoval Räikkönen z druhého místa a jen těsně přišel o nejlepší postavení na startu. V závodě se dostal do vedení opět při pit stopech, nejdříve se dostal před Lewise Hamiltona, následně pak před Fernanda Alonsa a nakonec tedy zvítězil.
V kvalifikaci na Grand Prix Evropy obsadil Kimi druhé pole position v sezóně, ale v deštivém závodě musel v 35. kole odstoupit po problému s hydraulikou. V poháru jezdců se opět propadl na čtvrté místo.
Grand Prix Maďarska přinesla drama již v kvalifikaci, kdy Fernando Alonso zbrzdil v boxech svého týmového kolegu Lewise Hamiltona, který tak nestihl dokončit své letmé kolo. Španěl kvalifikaci vyhrál, ale poté byl vedením závodu za zdržení Hamiltona v boxech potrestán posunem o pět míst na startovním roštu. Celý závod rozhodnul start, kdy nejlépe odstartoval Hamilton na pole-position a dojel si pro své třetí vítězství. Ovšem druhý Räikkönen za ním zaostal pouze o necelou sekundu.
Grand Prix Turecka znamenala double pro Ferrari. Po defektu Lewise Hamiltona, který se propadl na celkové páté místo, se z vítězství radoval Massa před Räikkönenem.
O to hůř se vedlo rudým vozům z Maranella při domácí Grand Prix Itálie. V tréninku postihla Räikkönena havárie, ze které naštěstí Fin vyvázl nezraněn. Závod byl v režii jezdců McLarenu. Vyhrál Alonso před Hamiltonem. Třetí skončil Räikkönen, který alespoň trochu tímto výsledkem napravil nepodařený víkend.
Před Grand Prix Belgie se znovu rozeběhla aféra kolem špionáže McLarenu. Po zasedání světové rady motorsportu byl tým McLaren uznán vinným. Načež byl vyloučen z poháru konstruktérů a potrestán pokutou ve výši 100 milionů dolarů.
V závodě poté dominovalo Ferrari. Vítězný Räikkönen ukázal, že se mu ve Spa opravdu daří, Felipe Massa dojel druhý. Oba McLareny skončily na třetím a čtvrtém místě. V celkovém pořadí vedl Hamilton s náskokem pouze dvou bodů před Alonsem. Räikkönen jich ztrácel třináct.
Grand Prix Japonska se jela poprvé na okruhu ve Fudži. Regulérnost závodu ovlivnil silný déšť, na který doplatilo mnoho jezdců havárií. Mezi nimi byl i Fernando Alonso. Z celkového čtvrtého vítězství v sezóně se radoval Lewis Hamilton před dvojicí Finů Kovalainenem a Räikkönenem. Dva závody před koncem mistrovství se tak dávaly největší šance na titul Hamiltonovi, který díky nehodě Alonsa zvýšil svůj náskok v čele šampionátu na dvanáct bodů. Kimi Räikkonen jich ztrácel dokonce sedmnáct.
V Grand Prix Číny se tak mohl nebýt deště Lewis Hamilton radovat z premiérového titulu mistra světa. Hamilton doplatil na velkou opotřebovanost pneumatik, která se nejprve projevila několika smyky, ale při nájezdu do boxové uličky, která byla mokrá víc než zbytek asfaltu, se mu stala osudným. Nevešel se do zatáčky a vyjel mimo asfalt do štěrku, z něj se i přes úsilí několika komisařů už nedostal. Závod vyhrál Räikkönen, druhé místo si pohlídal Alonso před Massou.
Před posledním závodem tak byl stav v celkovém pořadí jezdců následující: Lewis Hamilton 107 b, Fernando Alonso 103 b, Kimi Räikkonen 100 b. Po 21 letech se o titulu rozhodovalo v posledním závodě mezi třemi jezdci.
Na rozhodující Grand Prix Brazílie tak čekal celý svět. Kvalifikaci nejlépe zvládl domácí miláček Felipe Massa. Do první řady ho doprovodil lídr šampionátu Lewis Hamilton. Z druhé řady odstartovali Räikkönen a Alonso. Po kvalifikaci byl vyšetřován Hamilton za to, že když vyjížděl z boxů, údajně zbrzdil Kimiho Räikkönena v jeho letmém kole. Potrestán byl ovšem jen tým McLaren pokutou 15 tisíc dolarů. Do závodu nejlépe odstartovaly oba vozy Ferrari. Do první zatáčky vjely bok po boku.

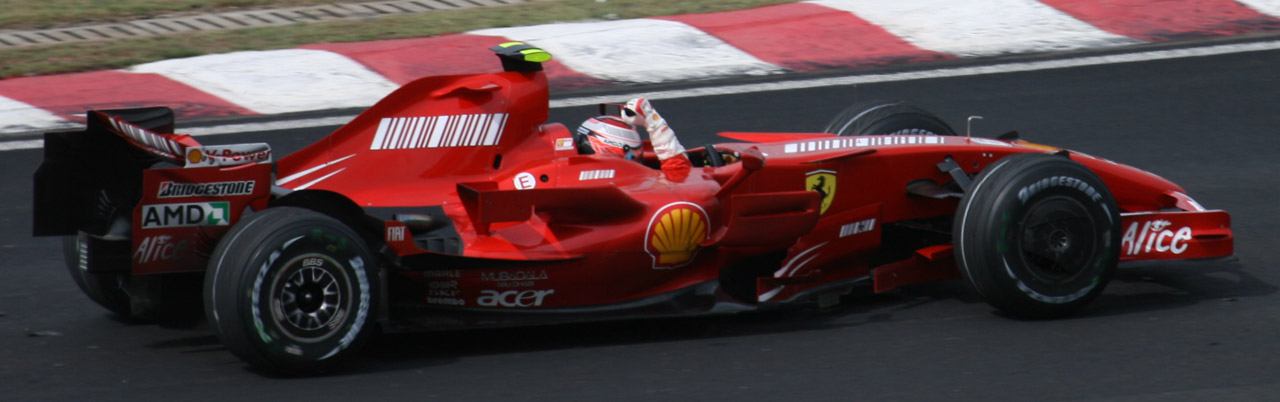
Kimi Räikkönen slaví vítězství a titul mistra světa při Grand Prix Brazílie 2007

Za nimi, o třetí místo bojoval Alonso s Hamiltonem, který na to doplatil krátkým výletem mimo trať, po kterém se propadnul na sedmou pozici. V dalším kole se posunul o pozici vpřed, ale poté mu z ničeho nic vypověděl službu vůz (problém s převodovkou – ta místo 3. rychlostního stupně zařadil neutrál) a Hamilton prudce zpomalil. Asi po 20 sekundách pomalé jízdy, se Hamilton zase rozjel do plné rychlosti, avšak se propadl až na 18. místo. Toho využili jezdci Ferrari a začali se Alonsovi vzdalovat. Hamilton vsadil vše na jednu kartu a postupně se prokousával celým startovním polem vpřed. Musel však změnit svoji strategii zastávek v boxech z původních dvou na tři. Nakonec z toho nebylo lepší než sedmé místo. Po druhých zastávkách v boxech se do čela dostal Räikkönen, který vydržel před zastávkou kroužit na trati o něco déle, než jeho týmový kolega. Pár kol před cílem si obě Ferrari hlídali první dvě pozice, s luxusním 57sekundovým náskokem na Alonsa. Cílovou pásku protnul jako první Räikkönen, který se tímto vítězstvím posunul na konečné první místo, o pouhý bod před oba McLareny a mohl tak slavit svůj první titul mistra světa Formule 1, který po mokrém Fudži rozhodně nikdo nečekal. O druhém místě v celkovém pořadí rozhodl, při bodové rovnosti obou McLarenů, větší počet druhých míst Lewise Hamiltona.
Po závodě bylo u obou vozů BMW Sauber a u Rosbergova Williamsu zjištěno, že teplota jejich paliva klesla pod hranici, kterou povolují pravidla. Po šesti a půl hodinovém prošetření došli stewardi k závěru, že kvůli nedostatku patřičných důkazů nemohu být jezdci nijak potrestáni. Vedení McLarenu se však kvůli tomuto rozhodnutí odvolalo k Mezinárodnímu odvolacímu soudu FIA s nadějí, že Heidfeld, Kubica a Rosberg budou ze závodu diskvalifikováni. Soud se sešel 15. listopadu a o den později oznámil rozhodnutí, že odvolání McLarenu bylo nepřípustné a potvrdil výsledky Grand Prix Brazílie 2007 a celé sezóny, mistrem světa se tedy oficiálně stal Kimi Räikkönen.

#### 2008
Pro úřadujícího světového šampióna nezačala nová sezona nejlépe. Už v první části kvalifikace na Grand Prix Austrálie musel odstavit svoje Ferrari před boxovou uličkou a kvalifikace tím pro něj skončila. Do závodu odstartoval z patnácté pozice, rychle se propracoval na osmé místo a vypadalo to na dobré umístění. Tyto plány ovšem zhatily problémy ostatních závodníků, kteří jeden po druhém odpadávali, to mělo za následek časté výjezdy safety-caru. Räikkönen se po zajetí safety-caru dostal do souboje s Kovalainenem, což mělo za následek Kimiho nedobrzdění do zatáčky a výlet do kačírku. Po zastávce v boxech se zařadil na průběžné jedenácté místo a vydal se stíhat desátého Glocka. Zanedlouho ho dostihnul, ale další jezdeckou chybou se dostal do hodin a veškeré snažení v posunu polem vpřed přišlo nazmar. Přesto se díky strategii jedné zastávky v boxech dostal na průběžné páté místo, před Alonsa s Kovalainenem. Za chvíli byl oběma jezdci předjet a začal na ně enormně ztrácet. Pět kol před cílem odstavil svoje Ferrari, stejně jako v kvalifikaci, před boxovou uličkou. V cíli byl klasifikován na 9. místě. Po diskvalifikaci Barrichella nakonec bral jeden bod za 8. místo. Úvod do seriálu MS bylo určitě pro mistra světa zklamáním.

Kimi Räikkönen Logo

Kimi odpověděl na neúspěšný start do sezony nejlepším možným způsobem. V Malajsii neměl konkurenci a s přehledem si dojel pro letošní první vítězství. Radost Ferrari mohla být ještě o něco větší, kdyby Felipe Massa neudělal ve třicátém kole jezdeckou chybu, po které skončil se svým vozem ve štěrku, z něhož se mu už nepodařilo vyjet zpět na trať. Na stupních vítězů doplnili Kimiho Robert Kubica a Heikki Kovalainen.
Kimi navázal na vítězství v Malajsii druhým místem v Bahrajnu a díky vítězství Felipeho Massy, se Ferrari mohlo radovat z prvního double v sezóně. V Grand Prix Španělska v Barceloně, v prvním závodě na evropském kontinentu v letošní sezóně, si Ferrari opět vedlo mistrovsky. Kimi už v kvalifikaci potvrdil pozici nejrychlejšího muže startovního pole a po získání pole-position vyhrál celý závod stylem start–cíl, další double pro Ferrari stvrdil druhý Felipe Massa. Závod nedopadl dobře pro Heikkiho Kovalainena, který po defektu levé přední pneumatiky vylétl z trati a v plné rychlosti narazil do bariéry z pneumatik. Fin naštěstí vyvázl z těžké nehody „pouze“ s otřesem mozku a naraženým loktem.
V Turecku chtělo Ferrari navázat na double z loňského roku a především Felipe Massa zde toužil dokonat hattrick díky triumfům z posledních dvou let. To se mu nakonec bez menších problémů povedlo. V závodě plném krásných předjížděcích manévrů, se tak především bojovalo o druhé místo. O něj svedli tuhý boj Räikkönen s Hamiltonem. Kimi, který doplatil na nepříliš povedenou kvalifikaci a poškození předního křídla, se kterým musel absolvovat celý závod, se nakonec musel před Britem sklonit. I přesto si Kimi udržel vedení v průběžném pořadí mistrovství světa.
Monacká Grand Prix se proměnila v deštivou loterii, která Räikkönenovi štěstí nepřinesla. Ještě před startem se u Kimiho Ferrari vyskytl problém s kolem a tudíž jej mechanici nestihli na vůz nasadit v daném limitu. Následovala penalizace, průjezd boxovou uličkou a propad na čtvrté místo. V 27. kole ve snaze udržet se za Kubicou nezvládl Kimi projet první zatáčku a o bariéru poškodil přední přítlačné křídlo, což mělo za následek další propad v pořadí. Když už se zdálo, že po všech komplikacích doveze svůj rudý vůz do cíle, přišla osm kol před cílem další chyba. Na výjezdu z tunelu dostalo Räikkönenovo Ferrari smyk zřejmě zapříčiněný studenými brzdami a narazilo do před ním jedoucího Adriana Sutila, který následně musel s poškozeným vozem odstoupit. Čtvrté místo mohlo pro Sutila a celý tým Force India znamenat životní úspěch. Z vítězství se nakonec radoval Hamilton.
V Kanadě zaznamenalo Ferrari nejhorší kvalifikaci v této sezoně. Räikkönen startoval do závodu ze třetího místa a Massa dokonce až z šestého. První řadu vybojovali Hamilton a Kubica. Klíčovým okamžikem závodu se stalo dvacáté kolo. V něm zajelo prvních sedm závodníků zároveň do boxů, ti do té doby kroužili po trati za safety-carem, který vyjel kvůli havárii Adriana Sutila. Räikkönenovi se zastávka povedla ze všech nejrychleji a vyjel s Kubicou bok po boku do boxové uličky. Na jejím konci ovšem svítilo červené světlo, které jezdcům zakazovalo návrat na trať, během fáze safety-caru. Tuto signalizaci i fakt, že Kubica s Räikkönenem vzorně na výjezdu z boxové uličky zastavili, přehlédl Hamilton. Na brzdění již bylo pozdě a Brit svůj McLaren naboural do zadku Räikkönenova Ferrari, stejné chyby se dopustil za Hamiltonem jedoucí Rosberg a naboural do Hamiltona. Pro Räikönena s Hamiltonem tak závod skončil. Tímto incidentem měl ulehčenou pozici Kubica a s přehledem vyhrál. Pro něj i tým BMW Sauber to bylo premiérové vítězství ve Formuli 1. Räikkonen tedy v Monaku ani v Kanadě nezískal ani bod a v průběžném pořadí se propadl na čtvrté místo se ztrátou sedmi bodů na lídra Kubicu. Za incident na konci boxové uličky byli Hamilton s Rosbergem potrestáni ztrátou deseti míst na startovním roštu v nadcházejícím závodě ve Francii.
Ve Francii chtěl Räikkönen dát zapomenout na nezdary z posledních dvou závodů a konečně si připsat další vítězství. Velkou touhu po vítězství začal naplňovat už v kvalifikaci, kterou vyhrál. Do první řady ho doprovodil Massa. Obě Ferrari se již po startu utrhla zbytku startovního pole a svým konkurentům mizela v dáli. Räikkönen si do poloviny závodu vypracoval sedmisekundový náskok na Massu a přes dvacet na třetího Trulliho. Idylka se poté začala značně kazit. Kimi náhle ztratil rychlost a Massa jej během pár kol dohnal a vzápětí i předjel. Na vině Räikkönenova zpomalení byla poškozená část výfuku, která se částečně odtrhla a visela jen na vlásku. To ubralo Ferrari výkon a Fin začal na Massu ztrácet, přesto mohl dále pokračovat v závodu. Poškozená část výfuku se pár kol před cílem nakonec z vozu utrhla a Kimi nakonec se štěstím dojel se svým Ferrari do cíle jako druhý. Massa si vítězství pohlídal, čímž se posunul do čela průběžného pořadí šampionátu s náskokem dvou bodů na Kubicu a pěti na Räikkönena. Bitvu o třetí místo vyhrál Trulli před Kovalainenem a Kubicou. Hamilton, který byl penalizován za zavinění kolize v předchozí velké ceně, si během závodu připsal další penalizaci, za zkrácení jedné z šikan. To mu nakonec nestačilo na lepší než desáté místo.

#### 2009
Vstup do nové sezóny byl jak pro Kimiho, tak pro celý tým Ferrari otřesný. V prvních třech závodech nedokázal ani jeden z jezdců dosáhnout na body. Kimi zaznamenal v přetěžké sezoně s málo konkurenceschopným vozem Ferrari jediné vítězství v Grand Prix Belgie 2009, přesto v celkovém hodnocení šampionátu obsadil konečné šesté místo a Ferrari pomohl ke čtvrtému místu v poháru konstruktérů o pouhý bod za McLarenem. Po skončení sezony Ferrari vypovědělo Räikkönenovi smlouvu, aby mohlo angažovat Fernanda Alonsa. Fin si tak musel začít hledat nové angažmá. Mluvilo se o návratu do McLarenu vedle Hamiltona, poté o Toyotě která nakonec v F1 skončila, jednání probíhala i s Mercedesem ale vše dopadlo jinak. Raikkonen se přiznal že ho formule 1 nudí a že si chce zkusit rally ke které měl jako Fin vždy blízko. Navíc by nemusel mít tolik reklamních akcí které Raikkonen nikdy nemusel, chce prostě jen závodit.

### 2010–2011: WRC, NASCAR

#### 2010: Citroën Junior Team

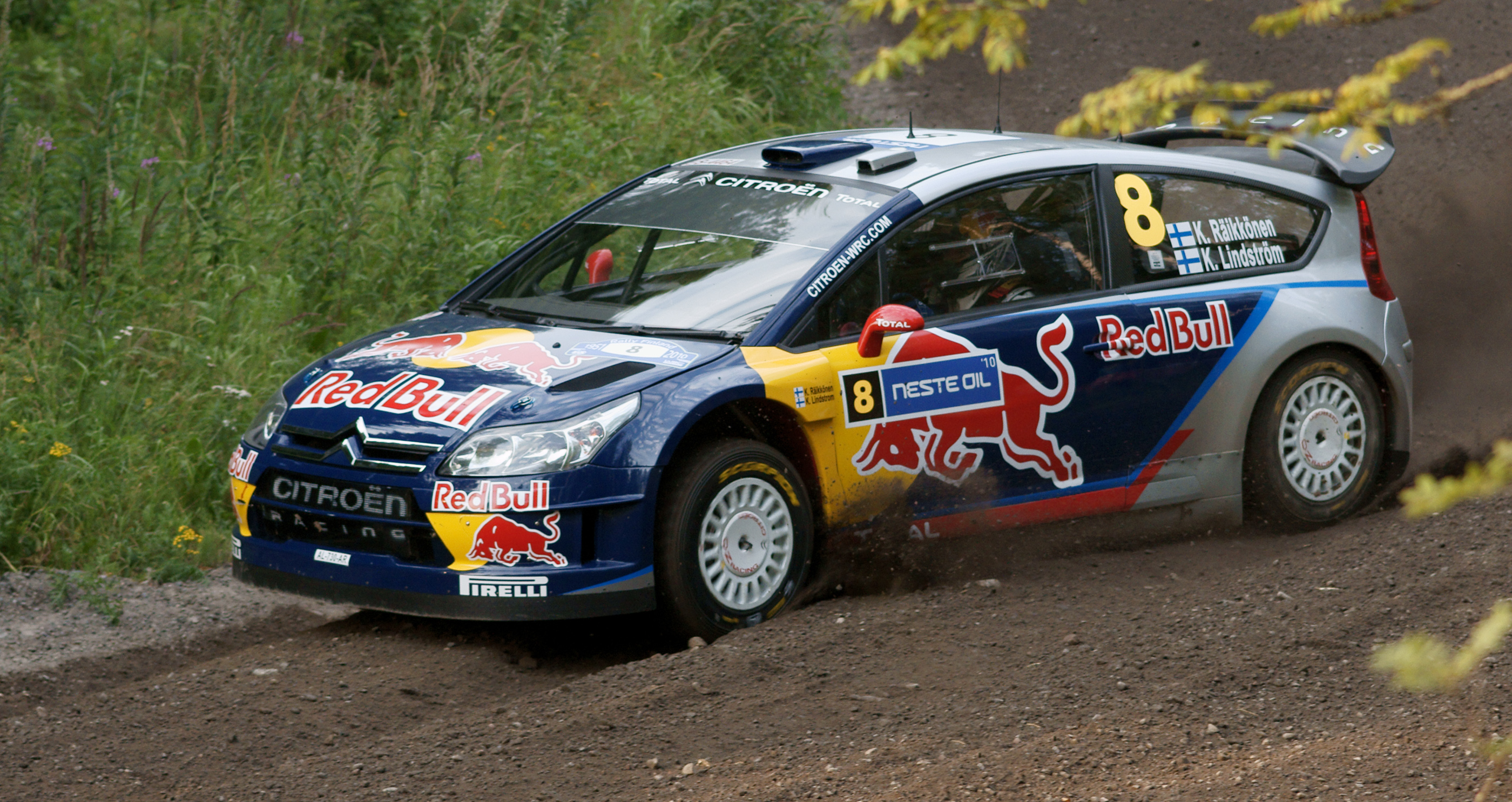
Raikkonen během finské rally (WRC)

Po vyhazovu od Ferrari se Kimi nedohodl na smlouvě s žádným týmem z Formule 1 a rozhodl se, že odejde závodit do Mistrovství světa v rallye 2010, kde podepsal roční kontrakt s juniorským týmem Citroën Sport. Smluvně je zde však vázán s Red Bullem.
První kompletní sezona v MS v rally se Kimimu nevyvíjí úplně podle jeho představ. Nedokončil dva závody a do Rallye Nový Zéland 2010 se tým rozhodl, že kvůli omezenému rozpočtu nasadí pouze Sébastiena Ogiera. Nejlepšího výsledku dosáhl v Turecké rally, kde obsadil páté místo a tak tři závody před koncem sezony mu v průběžném pořadí šampionátu patří 10. místo.
Před koncem sezony 2010 se objevují spekulace o možném Kimiho návratu do Formule 1, konkrétně do týmu Renault, kde by mohl nahradit nevýrazného Vitalije Petrova. Otázkou však zůstává, jestli je Kimiho zájem opravdový a zda je Renault schopný mu poskytnout konkurenceschopný vůz, se kterým by mohl bojovat o titul mistra světa.

#### 2011: ICE 1 Racing, NASCAR
Závodí v Mistrovství světa v rallye 2011 za tým ICE 1 Racing s vozem Citroën DS3 WRC. Kimi si také v roce 2011 zazávodil v NASCAR, pro tým Kyla Busche, kde si připsal dva starty, a to jeden v NASCAR Camping World Truck Series a jeden také v NASCAR Nationwide Series.

### 2012–2013: Lotus
Kimi podepsal smlouvu s týmem Lotus, což znamenalo jediné – Kimi se vrací do Formule 1, později prohlásil že právě v sérii NASCAR si uvědomil že mu chybí souboje na trati, a proto začal vyjednávat napřed s Williamsem a později právě s Lotusem, se kterým podepsal roční smlouvu s opcí na další rok a stal se tak týmovým kolegou taktéž navrátilce Romaina Grosjeana. Nepříliš ambiciózní Lotus před sezónou vyhlásil, že chce bojovat o 4. místo v poháru konstruktérů. Na konci sezóny 2012, Lotus využil opci a podepsal s Räikkönenem smlouvu i na rok 2013.

#### 2012
Grand Prix Austrálie 2012
Po hrůzostrašném osmnáctém místě v kvalifikaci dokončil závod na vynikajícím sedmém místě.
Grand Prix Malajsie 2012
Po pátém místě v kvalifikaci,v Malajsijské Velké Ceně obsadil pátou příčku, přestože byl na startu kvůli penalizaci za výměnu převodovky odsunut na 10. pozici. V závodě zajel nejrychlejší kolo závodu.
Grand Prix Číny 2012
Pátý skončil i v kvalifikaci na Velkou cenu Číny a v závodě obsadil čtrnácté místo, kdy se smolně v závěrečných kolech propadl kvůli odcházejícím pneumatikám z druhého místa na čtrnácté, a skončil tak bez bodů.
Grand Prix Bahrajnu 2012
V kvalifikaci na Bahrajnskou Velkou Cenu se Fin rozhodl ušetřit jednu sadu nových pneumatik a to zapříčinilo že se nedostal do poslední fáze kvalifikace. Räikkönen doufá, že se mu odlišná strategie vyplatí. Do závodu tak odstartoval až z 11. místa, v závodě po stíhací jízdě dojel druhý, když v závěru ještě dojížděl i vedoucího Sebastiana Vettela.
V Bahrajnu vyhrál Vettel, oba jezdci Lotusu F1 na stupních vítězů!
Grand Prix Španělska 2012

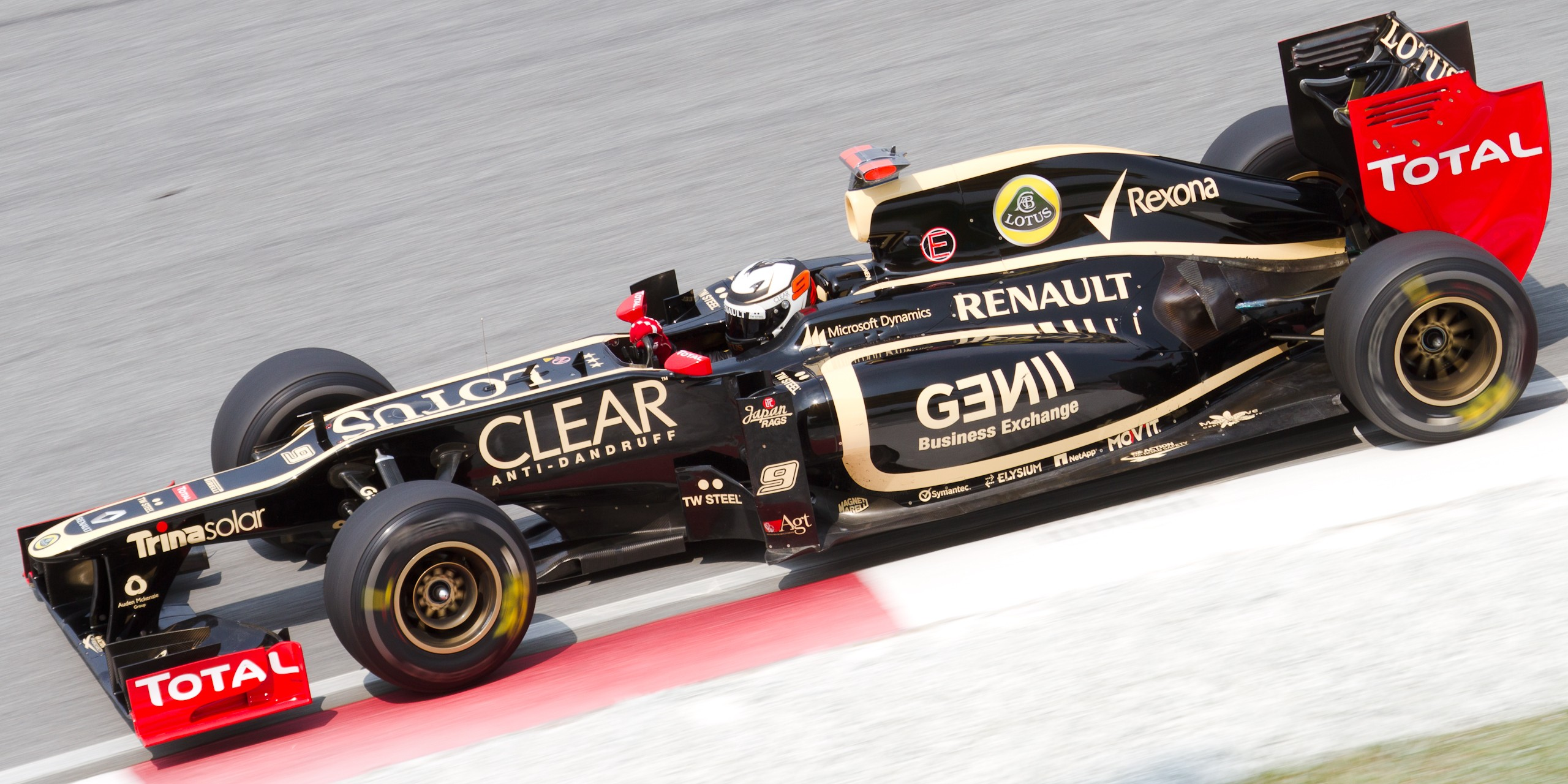
Kimi Raikkonen v Lotusu E20 v sezóně 2012

Po startu ze 4. místa dokončil podruhé v sezóně na stupních vítězů, dojel totiž třetí.
Grand Prix Monaka 2012
Osmý skončil v Monaku, kde si oproti kvalifikaci o jedno místo pohoršil.
Grand Prix Kanady 2012
V Kanadě skončil osmý a to když startoval ze 12. pozice.
Grand Prix Evropy 2012
Kimi startoval z 5. pozice na konci se radoval z druhého místa.
Grand Prix Velké Británie 2012
Grand Prix Velké Británie se dá označit také jako úspěšná skončil na pátém místě za neporazitelnou čtveřicí jezdců Red Bullu a Ferrari.
Grand Prix Německa 2012
Následovala Velká cena Německa, kde Kimi dojel na čtvrtém místě. Po dokončení závodu byl penalizován Vettel, a tak se Raikkonen posunul na 3. příčku a bylo to již čtvrté pódium v sezóně.
Grand Prix Maďarska 2012
V Maďarsku měl Kimi letos prozatím nejblíže k vítězství, dojel pouhou sekundu za vítězem závodu Hamiltonem a formu Lotusu potvrdil 3. místem Grosjean.
Grand Prix Belgie 2012
Velká Cena Belgie na slavném okruhu Spa-Francorchamps měla být další šance na vítězství, Kimimu se zde vždy dařilo a Lotus měl v předešlém závodě formu. Závod však ovlivnila havárie hned v první zatáčce, kde skončili favoriti na titul Hamilton a Alonso, to se Raikkonenovi hodilo i tak dojel pouze na třetím místě, ale již to byly 6. stupně vítězů v sezóně. Za zmínku určitě stojí krásný a příliš nevídaný Raikkonenův předjížděcí manévr v části Eau Rouge kterým se dostal před M. Schumachera.
Grand Prix Itálie 2012
V Grand Prix Itálie dojel Kimi pátý, po startu se sedmého místa.
Grand Prix Singapuru 2012
Následovala VC Singapuru kde se nedá skoro vůbec předjíždět, a proto je velmi důležitá kvalifikace ta se Raikkonenovi nepovedla, nepostoupil do třetí části kvalifikace a startoval až z 12. pozice, přesto dokázal dojet na 6. místě a upevnil si tak pozici na prozatímním 3. místě v poháru jezdců, tam nyní ztrácel 16 bodů na druhého Vettela a 45 bodů na lídra šampionátu Alonsa, do konce sezóny zbývalo 6 závodů.
Po Singapuru bylo definitivně jasné, že Lotusu konkurence utekla a pokud bude chtít Kimi bojovat o titul, musí se Lotus o dost zlepšit.
Grand Prix Japonska 2012
Japonská Suzuka měla Lotusům vyhovovat, bohužel byl opět průměrný. Räikkönen dojel šestý a díky odstoupení Alonsa ze závodu, činila ztráta na lídra šampionátu pět závodu před koncem už jen 37 bodů. Závěr sezony sliboval drama až do konce.
Grand Prix Koreje 2012
V Koreji si Kimi dojel pro 5. místo, bohužel konkurenti na titul Vettel i Alonso dojeli před ním.
Grand Prix Indie 2012
V Indii bral Fin 7. místo. Vozy Red Bullu se staly v tu dobu neporazitelnými a Vettel si dojel již pro čtvrté vítězství v řadě. Šance Raikkonena na zisk titulu byly již téměř nulové.
Grand Prix Abú Dhabí 2012
Přišla VC Abú Dhabí. Räikkönen v kvalifikaci dojel pátý po penalizaci Vettela, který startoval z boxů, startoval ze 4. pozice, hned po startu předjel Webbera a Maldonada a jel druhý za Hamiltonem. Hamiltnon musel v půlce závodu odstoupit pro technické problémy jeho McLarenu a Kimi se tak dostal do vedení v závodě to si i udržel a mohl se radovat ze svého prvního vítězství od GP Belgie 2009, prvního po jeho comebacku a hlavně prvního v novodobé éře Lotusu F1. Vždyť považte vůz s označením Lotus zvítězil naposledy v Detroitu roku 1987, když ho řídil Ayrton Senna. Raikkonenovi patřilo v celkovém pořadí šampionátu 3. místo se 198 body bohužel už neměl ani teoretickou šanci na zisk titulu mistra světa, ale to v tu dobu nikomu nevadilo.
Po závodě vzniklo plno vtípků na Raikkonenovu adresu a to proto, že Raikkonen řekl svému týmovému inženýrovi v rádiu Nechte mě být, vím co dělám,stalo se tak, když se Raikkonen dostal do vedení a inženýr mu radil, že má udržovat pneumatiky zahřáté.
Grand Prix USA 2012
Jednalo se o zbrusu novou trať v Austinu.
V USA si Kimi dojel pro šesté místo.
Grand Prix Brazílie 2012
V poslední Velké Ceně sezóny, v Brazílii si Raikkonen dojel pro jeden bod za desáté místo a udržel si tak 3. místo v pořadí jezdců, což se dá po dvouleté pouze a s monopostem který měl k dispozici označit jako velký úspěch. Později Kimi oznámil že u Lotusu F1 zůstane i pro rok 2013.
Bilance sezóny:

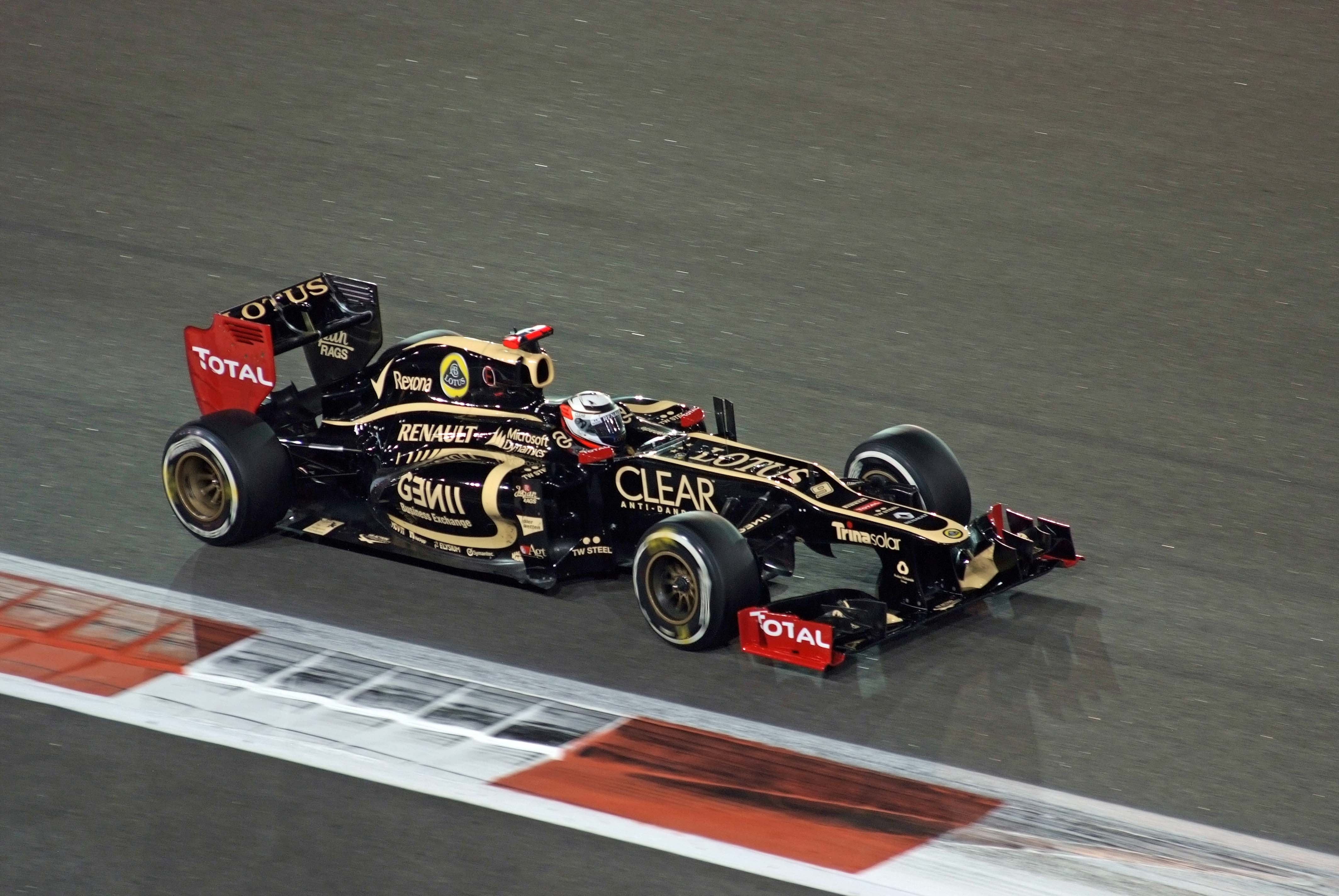
Kimi Raikkonen pří vítězství v Abú Zábí v roce 2012

Pořadí jezdců: 3. místo (Vettel, Alonso, Räikkönen)
Bodů: 207
Vítězství: 1× (Abú Zábí)
Stupně vítězů: 7× (1 – 1×, 2 – 3×, 3 – 3×)
Pohár konstruktérů: 4. místo (Red Bull, Ferrari, McLaren, Lotus)

#### 2013
Grand Prix Austrálie 2013
Ze 7. pozice na startu dokázal Räikkönen vyhrát díky dobře zvolené strategii na dvě zastávky v boxech oproti soupeřům, kteří absolvovali tři zastávky. Alespoň dvacet Grand Prix dokázal vyhrát jako patnáctý jezdec v historii a tímto vítězstvím vyrovnal bilanci krajana Miky Häikkinena, dvojnásobného mistra světa.
Grand Prix Malajsie 2013
Raikkonen zajel v kvalifikaci sedmý nejrychlejší čas. Po kvalifikaci byl však penalizován za údajné blokování Nica Rosberga a spadl až na desátou příčku startovního roštu. Po těžkém víkendu kdy v kvalifikaci a na začátku závodu pršelo což Lotusům jak se ukázalo úplně nevyhovuje z hlediska zacházení s pneumatikami si Kimi vyjel 7. místo v závodě.
Závod byl mimo jiné obohacen o skandál kdy Vettel 15 kol před cílem předjel v tu dobu prvního Webbera (týmový kolega) i přes zákaz týmu a kdy naopak Mercedes nechtěl pustit Rosberga před Hamiltona na třetí místo i když byl Němec jasně rychlejší. Stupně vítězů tehdy připomínaly spíše pohřeb.
Grand Prix Číny 2013
Kimi zajel výbornou kvalifikaci a startoval z druhé pozice,bylo to poprvé co startoval z první řády po jeho comebacku. Start se mu však nepovedl a propadl se na 4. pozici, zhruba v půli závodu narazil do Peréze z McLarenu který mu na vnějšku nenechal žádné místo, Kimi si poškodil přední křídlo i tak se s týmem rozhodl že do boxu zajíždět nebude, znamenalo by to totiž konec nadějí na dobré umístění. Nakonec si tak vyjel druhé místo a to mu patřilo i v prozatímním pořadí jezdců, kde ztrácel 3 body na Vettela.
Grand Prix Bahrajnu 2013
Räikkönen startoval s 8. pozice po dobře zvládnuté strategii na dvě zastávky v boxech oproti soupeřům kteří stavěli 3× si Kimi vybojoval druhé místo v cíli a nestačil pouze na Vettela navíc třetí skončil druhý jezdec Lotusu Grosjean. Po problémech které měl Alonso se systémem DRS a musel 2× neplánovaně k mechanikům tím pádem nabral ztrátu kterou už nedokázal stáhnout a dojel až osmý. Další soupeř o titul Hamilton skončil pátý. Tím pádem si Vettel s Räikkönenem upevnili pozice v pořadí jezdců.
Grand Prix Španělska 2013

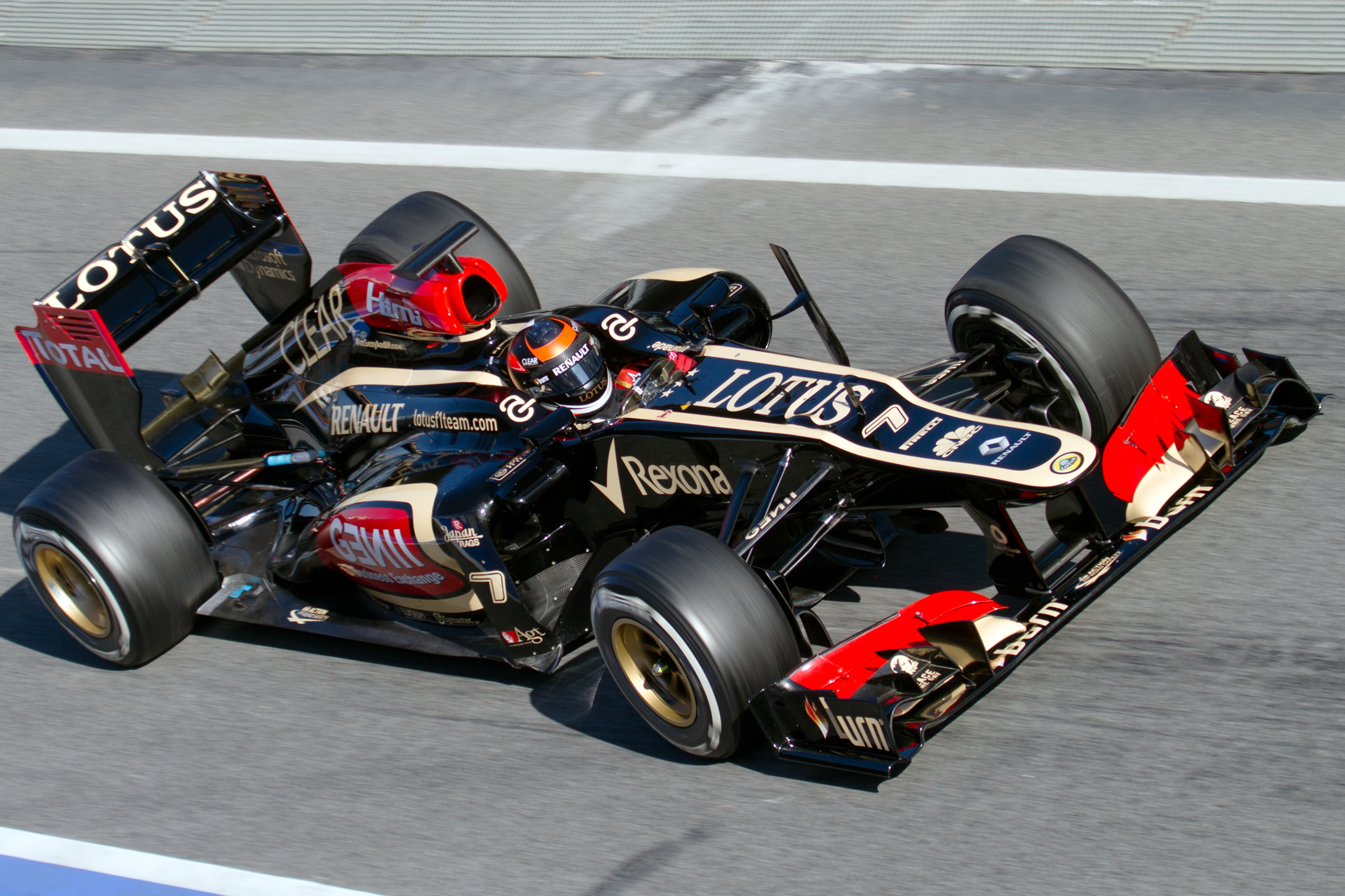
Kimi Raikkonen 2013 Catalonia test (19–22 Feb) Day 2–1

Räikkönen startoval ze 4. pozice, v závodě který nebyl příliš bohatý na předjížděcí manévry, ale spíše na dobře zvolenou strategii a zacházení jezdců s pneumatikami si Kimi vyjel už po třetí za sebou 2. místo a nestačil pouze na domácího Alonsa.
Grand Prix Monaka 2013
Kimi Räikkönen startoval do Grand Prix Monaka z 5. pozice na roštu. Kimi se po celý závod držel na pátém místě, jenomže pár kol před koncem měl kolizi z Perézem z McLarenu který byl příliš agresivní při předjížděcím manévru a spojlerem prorazil Raikkonenovi zadní pneumatiku, ten musel do boxů a propadl se až za bodované pozice, ale v závěrečných dvou kolech předvedl vynikající výkon a dostal se ze 13. na 10. pozici a získal tak alespoň jeden bod.
Grand Prix Kanady 2013
Kimi zajel v kvalifikaci 9. nejrychlejší čas po penalizaci za špatné zařazeni do řady na konci PIT LANE dostal penalizaci a startoval z místa desátého. V závodě se Kimi zasekl za pomalejšími vozy a nedokázal se výrazně probojovat vpřed. Skončil devátý a získal tak 2 body. Tímto počinem vyrovnal rekord Michaela Schumachera a to proto že dokázal bodovat ve 24. závodech v řadě.
Grand Prix Velké Británie 2013
Lotus bohužel i v Anglii ztrácel na konkurenci a Raikkonen zajel v kvalifikaci až 9. nejrychlejší čas. V závodě postihlo několik jezdců defekt levé zadní pneumatiky včetně domácího Hamiltona který díky tomu přišel o první pozici, později se zjistilo že za defekty mohly ostré obrubníky na okruhu Silverstone. Pirelli muselo své pneumatiky do GP Německa přepracovat.
Räikkönen dojel pátý, s čímž jezdec který pomýšlí na titul nemůže být spokojen.
Grand Prix Německa 2013
V trénincích i v kvalifikaci to vypadalo že přepracování pneumatik Lotusu F1 prospělo a Kimi startoval ze 4. pozice na roštu. V závodě byl Lotus jasně nejrychlejší ale bohužel možná špatně zvolená strategie připravila Räikkönena o vítězství, dojel druhý za svým největším soupeřem o titul, Vettelem, třetí dojel druhý pilot Lotusu, Grosjean.
Závod byl obohacen i o kuriózní momenty, například kdy po chybě mechanika Markovi Webberovi upadlo v pit-lane kolo,to se odrazilo o ležící TV kameru a vyletělo do vzduchu a trefilo nic netušícího kameramana,ten byl odvezen do nemocnice.
Nebo když pilot Marussie, Jules Bianchi odstavil své vozidlo na mírném kopci, to se po pár sekundách již bez pilota rozjelo pomocí gravitace přímo do tratě, naštěstí se nikomu nic nestalo.
Grand Prix Maďarska 2013
V kvalifikaci skončil šestý, nakonec si v Maďarsku dojel pro 2. místo a dojel před Vettelem, což bylo hlavní v boji o titul.
Grand Prix Belgie 2013
King of Spa, jak se Kimimu občas přezdívá letos neměl štěstí,v půlce závodu musel odstoupit kvůli přehřátým brzdám. Později vyšlo najevo že za Finovo odstoupení může fólie z štítu helmy které jezdci postupně odtrhávají. Ta se totiž dostala do chladicího systému brzd a tím došlo k přehřátí brzdové soustavy.
Skončila tak Räikkönenova série v počtu dojetých závodů na bodech v řadě, a to na čísle 27. Tímto výkonem mu patří v historických tabulkách 1. místo.
Grand Prix Itálie 2013
Raikkonenovi se nepovedla kvalifikace a startoval z 11. místa,to mělo dopad i na start kde měl v první zatáčce kontakt s jiným vozem a musel do boxů na výměnu předního přítlačného křídla. Propadl se až na poslední pozici,poté ovšem předvedl vynikající rychlost a dostal se až na 11. místo.Kimi opět nebodoval a Vettel vyhrál, o Němci se pomalu začalo hovořit o jako čtyřnásobném mistru světa.
Po Velké ceně Itálie se Ferrari nechalo slyšet, že pro příští rok již nepočítá s Felipe Massou, o den později oznámilo, že podepsalo smlouvu na dva roky s Kimi Räikkönenem. Fin se vrací do Maranella po pěti letech a bude týmovým kolegou Fernanda Alonsa, nyní ovšem Kimimu zbývá ještě sedm závodů za Lotus F1.
Grand Prix Singapuru 2013
Kimi si v sobotu ráno stěžoval na bolest zad, to se bohužel odrazilo i v kvalifikaci a bude startovat až z 13. místa na roštu.
V závodě už Räikkönen asi bolest zad nepociťoval, protože předvedl vynikající výkon a opět vydělal na svém umu zacházení s pneumatikami a dojel si pro třetí místo. Byly to již sedmé stupně vítězů v sezóně, ale titul mistra světa byl již v nedohlednu.
Grand Prix Koreje 2013
Kimi se kvalifikoval jako desátý,po penalizaci Webbera se posunul na 9. příčku na roštu.
V závodě Räikkönen těžil z dobře zvolené strategie a Lotusu trať v Koreji seděla, Raikkonen dojel druhý a jeho týmový kolega Grosjean třetí. Černo-zlaté vozy nestačili pouze na neporazitelný Red Bull Sebastiana Vettela, který se po dalším vítězství (již čtvrtém v řadě) přiblížil k čtvrtému titulu mistra světa.
Grand Prix Japonska 2013
Grand Prix Japonska dokončil na 5. místě.
VC Indie 2013
Grand Prix Indie dokončil na 7. místě.
VC Abú Dhabí 2013
Grand Prix Abú Dhabí nedokončil. Po kontaktu, který, přišel, bezprostředně, po startu, závodu.
Operace páteře a předčasný konec sezóny
VC USA a VC Brazílie Kimi Räikkönen vynechal,po VC Abú Dhabí oznámil že bolesti zad ze závodního víkendu v Singapuru přetrvávají a bude muset podstoupit chirurgický zákrok. V závodní sedačce za něj poslední dva závody sezóny dokončí krajan Heikki Kovalainen.
Bilance sezóny:
Pořadí jezdců: 5. místo (Vettel, Alonso, Webber, Hamilton, Räikkönen)
Bodů: 183
Vítězství: 1× (Austrálie)
Stupně vítězů: 8× (1. – 1×, 2. – 6×, 3. – 1×)
Pohár konstruktérů: 4. místo (Red Bull, Mercedes, Ferrari, Lotus)

### Od 2014: Ferrari

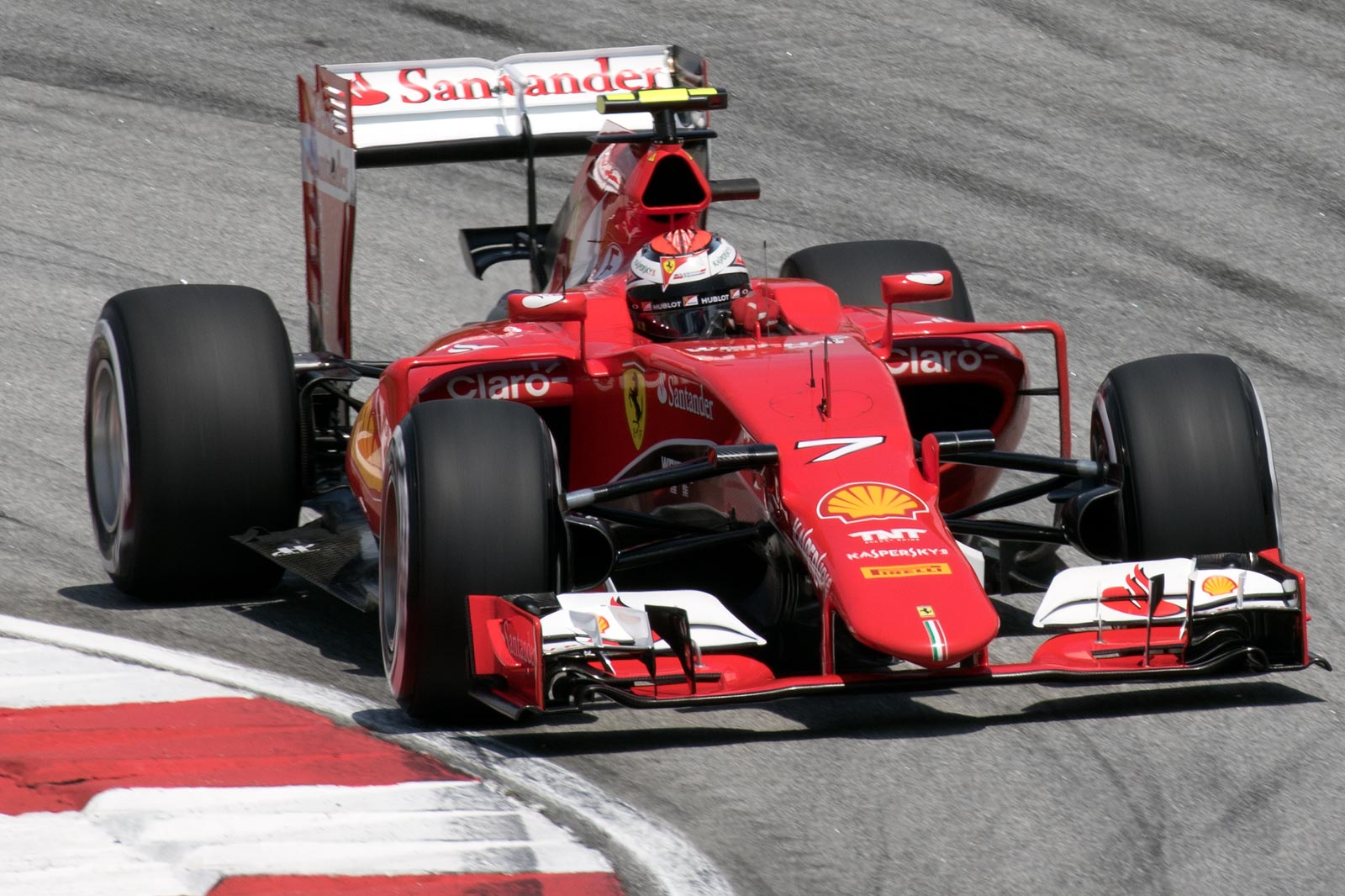
Kimi Räikkönen při tréninku v Malajsii

Pro rok 2014 Kimi požadoval konkurenceschopné auto, které mu ovšem Lotus nedokázal zajistit z důvodu problémů s financemi, a tak se Fin začal poohlížet jinde. Nejprve jednal s Red Bullem, který hledal náhradu za odcházejícího Webbera, ale neúspěšně. Takže to vypadalo, že Kimi v Lotusu přece jen zůstane i pro příští sezónu. Poté ovšem Ferrari oznámilo, že pro rok 2014 již nepočítá s Felipem Massou. 11. září 2013 tým Scuderia Ferrari oznámil návrat Räikkönena do Maranella. Kimi s týmem podepsal smlouvu na 2 roky s opcí.

#### 2014
Sezona 2014 Kimimu nevyšla úplně podle jeho představ. Ferrari nedokázalo postavit konkurenceschopný vůz a celkově skončilo až na 4. místě v Poháru konstruktérů. Räikkönen pak skončil v Šampionátu jezdců až 12. a na svého týmového kolegu Fernanda Alonsa ztratil propastných 106 bodů.

#### 2015
Pro sezonu 2015 dostal Kimi nového týmového kolegu – čtyřnásobného mistra světa Sebastiana Vettela, s nímž si podle svých slov rozumí nejvíce z celého paddocku F1. Start do sezony pro Räikkönena začal tak, jak probíhala sezona minulá. Smolně. V prvním závodě roku v australském Melbourne mu slibně rozjetý závod zhatila nepovedená zastávka v boxech, kdy mu tým nedotáhl kolo a Kimi tak musel ze závodu odstoupit.

#### 2016
Druhý rok po sobě, Räikkönen musel odejít z prvního závodu sezóny v Austrálii po vypálení požáru v jeho airboxu. Räikkönen skončil na druhém místě v Bahrajnu Grand Prix, zatímco jeho spoluhráč Sebastian Vettel nezačal závod po tom, co se jeho auto rozpadlo na kole. Räikkönen vybojoval spoluhráče Sebastiana Vettela v kvalifikaci na Grand Prix Číny, aby se trefil na mřížce, avšak první kolize s Vettelem ho viděla poškodit jeho přední křídlo a on sesadil pořadí, pak ukázal dobré tempo k pohybu nahoru pole a nakonec skončil pátý. Po velkém startovním srážce se mu podařilo dokončit ruskou Grand Prix na třetím místě, díky kterému jeho závodník Vettel opustil závod. Toto bylo také 700. stupně v historii Ferrari. Räikkönen skončil za Maxem Verstappenem na druhém místě, aby získal své třetí pódium sezony ve španělské Grand Prix, která skončila před svým spoluhráčem Vettem, který byl třetí.

#### 2017
Räikkönen měl svou první polní pozici ve 129 závodech v Monaku, který se kvalifikoval jen o 0,04 sekundy rychleji než jeho spoluhráč Sebastian Vettel. Räikkönen připustil, že jeho výkon v roce 2017 byl špatný a dodal: „Pokud se podíváte čistě na konečné výsledky, není to moc dobré,“ souhlasil jeho šéf a popisoval Räikkönen jako „laggard“. Dne 30. července, na Hungaroringu, Räikkönen získává jako se kvalifikoval druhý, rovněž dokončení závodu v této poloze. Jeho spoluhráč Vettel skončil jako první a Ferrari skončil 1–2. Po dokončení čtvrtý v Belgii, a pátý v Itálii, Räikkönen kvalifikoval na čtvrtém místě v Grand Prix Singapuru, ale byl zapojen do kontroverzní prvním kole srážce s Vettel a Max Verstappen, který dal všechny tři ovladače ze závodu a dovolil Lewis Hamilton rozšířit svůj náskok před Vettelem v šampionátu jezdců na 28 bodů. V Malajsii získal kvalifikaci na druhém místě, ale nezačal závod kvůli technickému problému. Po pátém místě na japonské Grand Prix, Räikkönen skončil třetí ve Spojených státech Grand Prix v Austinu, Texas. Zopakoval tento výkon v Mexiku a Brazílii.

#### 2018
Räikkönen obnovil smlouvu s Ferrari na sezónu 2018 dne 22. srpna 2017. Druhý se kvalifikoval na první závod v Austrálii a skončil třetí poté, co byl vyskočil Vettel, který pokračoval ve vyhrát závod, během virtuálního bezpečnostního vozu doba. V Grand Prix v Bahrajnu se kvalifikoval na druhém místě za svým spoluhráčem Sebastianem Vettel. Räikkönen běžel ve třetině na většinu závodu, ale odešel do klína 35, kvůli chybě v zastávce pit, což vyústilo v pokutu ve výši 50 000 eur pro Ferrari a zlomenou nohu pro jednoho z mechaniků, kterému Räikkönen přeběhl. Na čínské Grand Prix se kvalifikoval za druhým, za svým spoluhráčem Sebastianem Vettema skončil třetí v závodě po kolizi mezi Vettel a Maxem Verstappenem, což mu také umožnilo dostat se kolem Lewise Hamiltona, který musel učinit vyhýbavé akce. Na Ázerbájdžánské Grand Prix se Räikkönen kvalifikoval na šesté místo. V úvodním kole se Räikkönen srazil s Estebanem Oconem na třetím kole, čímž vyřadil závodníka Force India. Nehoda přinesla bezpečnostní vozidlo a Räikkönen se postavil kvůli škodě a vrátil se na 14. místě. Během závodu závodil Räikkönen na šesté místo. V 40. kole se Red Bulls Ricciarda a Verstappenovi srazili a Räikkönen se dostal na čtvrté místo. V posledních několika kolech, Vettelout-brzdění se do Turn 1 na safety car restartu (způsobené Red Bulls) a Bottas 'koncem průrazu znamenalo Räikkönen dokončil závod na druhém místě. Byl to jeho třetí podium v sezóně. Na 2018 Maďarské Grand Prix, Räikkönen skončil třetí místo poté, co Vettel a Räikkönen dokázali dostat Bottas do finále kol. Räikkönen začal třetí, ale klesl na čtvrté místo, když jeho týmový kolega Vettel ho předal v prvním kole. Räikkönen byl ve dvoustupňové strategii, díky níž dokázal nastavit četné nejrychlejší kola. V závěrečných kolech závodů prodělal Vettel Bottas na 1. kole a na turnu 2 se Bottas a Vettel srazili a řidič Mercedesu zranil s poškozeným předním křídlem, který ho vyhodil do čtvrtého. Räikkönen skončil třetinu za spoluhráčem Vettela a Hamiltona. Toto bylo Räikkönenovo páté pořadí. Během belgické Grand Prix odstoupil Räikkönen od škody, která utrpěla z kolize s prvním náskokem s Danielem Ricciardem. Räikkönen získal 18. pole position své kariéry na 2018 italská Grand Prix, která stanovila nejrychlejší kolo, jaké kdy bylo zaznamenáno ve historii Formule 1. Před svým odchodem z Ferrari zaznamenal Raikkönen po 5 letech vítězství, konkrétně v USA v Austinu. V Mexiku a Brazílii dojel 3. Ve svém posledním závodě za Ferrari v Abu Dhabí v 7. kole musel odstavit svůj vůz kvůli ztrátě výkonu. V pořadí jezdců skončil 3. s 251 body.

#### 2019
Dne 11. září 2018 bylo oznámeno, že Räikkönen opustí Ferrari na konci sezóny, aby se znovu připojil k Sauberovi na základě smlouvy na dva roky, s nímž debutoval v F1 v roce 2001. Räikkönen se vrátil v Sauberu v sezóně v testu pneumatik Abu Dhabi Pirelli, který řídil svůj vůz roku 2018. Tým Sauber byl před začátkem sezóny 2019 přejmenován na Alfa Romeo Racing.
Räikkönen měl za sebou působivou první polovinu sezóny, před letní přestávkou zaznamenal 31 bodů a po 12 závodech se umístil na osmém místě v šampionátu jezdců. Pro srovnání, jeho týmový kolega Antonio Giovinazzi zaznamenal během stejného období jen jediný bod. Po letní přestávce však Alfa Romeo Racing C38 bojovala o tempo a Räikkönen vydržel zbytečnou sérii sedmi závodů. V Belgii měl příležitost skórovat , počínaje šestým na startovním roštu, ale v první zatáčce ho zasáhl Max Verstappen. Nesmyslná série skončila na VC Brazílie,kde byl silný závod a 5 sekundová penalizace pro Lewise Hamiltona za srážku s Albonem získal čtvrté místo, což bylo nejlepší umístění týmu od roku 2013. Räikkönen skončil v šampionátu jezdců na 12. místě se 43 body, což byl opět nejlepší výsledek pro jezdce týmu se sídlem v Hinwilu od roku 2013.

#### 2020
Räikkönen zůstal v týmu Alfa Romeo Racing pro sezónu 2020. Vůz poháněný vozem Ferrari se na začátku sezóny ukázal být jedním z nejpomalejších vozů a tým zůstal bojovat v zadní části startovního pole proti Haasu a Williamsu. Během prvních pěti závodů se Räikkönen kvalifikoval na 20. a poslední dvakrát, na Velké ceně Maďarska a na 70. výročí Velké ceny,a skončil poslední ze všech klasifikovaných závodníků na Velké ceně Velké Británie. Po nejlepším cíli jedenáctého v prvních pěti závodech, šestém kole sezóny ve Španělsku viděl Räikkönen kvalifikaci na 14. místě, poprvé v roce 2020, kdy se Alfa Romeo dostala do druhé části kvalifikace. Na Velké ceně Belgie skončil na 12. místě před oběma vozy Ferrari. Ve Velké ceně Itálie byl Räikkönen po bezpečnostním voze a červené vlajce na druhém místě, ale vůz neměl dostatečné tempo k udržení pozice a nakonec skončil na 13. místě.
V toskánské Grand Prix došlo k mnoha nehodám a byla dvakrát zastavena kvůli červeným vlajkám. Räikkönen zahájil poslední start z 11. místa a dokázal se vyšplhat až na osmou příčku před dvěma vozy Ferrari, ale byl snížen na devátý kvůli pětisekundovému časovému trestu přidanému k jeho času za překročení vstupní čáry, stále si nárokuje svůj první bodové zakončení sezóny. Räikkönen se po Grand Prix Ruska po chybě v první části kvalifikace kvalifikoval na 20. a posledním místě potřetí v roce 2020 a v závodě skončil na 14. místě. Na Velké ceně Portugalska vyjel Räikkönen 324. závod, čímž překonal rekord Rubensa Barrichella a při svém odchodu do důchodu v roce 2011 a držitelem od roku 2008. Räikkönen si na Grand Prix Emilia Romagna 2020 s devátým místem připsal druhý bodový zisk v sezóně. Poté se mu nepodařilo získat body ani v obou závodech, které skončily na 15. místě v Grand Prix Turecka i Bahrajnu. Räikkönen utrpěl obtížnou kvalifikaci na kvalifikaci Grand Prix Sakhir na 19. místě, 5 míst na startovním roštu za týmovým kolegou Giovinazzi. V Bahrajnu si vyjel v kvalifikaci 17. místo a v závodě si polepšil o dvě místa. Posledním závodu na trati v Abu Dhabi si vyjel v kvalifikaci 16. místo a v závodě dojel na 12. místě před oběma vozy Ferrari. Nepovedenou sezonu kdy vůz Alfa Romeo nebyl konkurenceschopný, Kimi skončil jen 4 body celkovém hodnocení na 16 místě.
Během sezony 2020 oznámil že bude pokračovat i v sezoně 2021.

#### 2021
1. září 2021 oznámil, že na konci sezony ukončí kariéru ve Formuli 1.
Dne 12. prosince 2021 oficiálně ukončil kariéru po nedojetí Grand Prix Abú Zabí 2021 kvůli kolizi.

## Osobní život
Räikkönen byl v letech 2004 až 2014 ženatý s bývalou Miss Scandinavia Jenni Dahlmanovou, po rozchodu žil s Minttu Virtanenovou, kterou pojal za manželku v srpnu 2016. Manželé spolu vychovávají dva potomky, syna Robina (* 2015) a dceru Riannu (* 2017).

## Závodní výsledky a statistiky

### Formule 1
| Legenda k tabulce | Legenda k tabulce                                                                       |
| Barva             | Výsledek                                                                                |
| ----------------- | --------------------------------------------------------------------------------------- |
| Zlatá             | Vítěz                                                                                   |
| Stříbrná          | 2. místo                                                                                |
| Bronzová          | 3. místo                                                                                |
| Zelená            | Bodované umístění                                                                       |
| Modrá             | Nebodované umístění                                                                     |
| Modrá             | Dokončil neklasifikován (NC)                                                            |
| Fialová           | Odstoupil (Ret)                                                                         |
| Červená           | Nekvalifikoval se (DNQ)                                                                 |
| Červená           | Nepředkvalifikoval se (DNPQ)                                                            |
| Černá             | Diskvalifikován (DSQ)                                                                   |
| Bílá              | Nestartoval (DNS)                                                                       |
| Bílá              | Závod zrušen (C)                                                                        |
| Světle modrá      | Pouze trénoval (PO)                                                                     |
| Světle modrá      | Páteční testovací jezdec (TD)                                                           |
| Bez barvy         | Netrénoval (DNP)                                                                        |
| Bez barvy         | Vyřazen (EX)                                                                            |
| Bez barvy         | Nepřijel (DNA)                                                                          |
| Bez barvy         | Odvolal účast (WD)                                                                      |
| Bez barvy         | Nezúčastnil se (prázdné)                                                                |
| Označení          | Význam                                                                                  |
| Tučnost           | Pole position                                                                           |
| Kurzíva           | Nejrychlejší kolo                                                                       |
| †                 | Jezdec nedojel do cíle, ale byl klasifikován, protože odjel více než 90 % délky závodu. |
| ‡                 | Byl udělován poloviční počet bodů, protože bylo odjeto méně než 75 % délky závodu.      |
| Horní index       | Umístění bodujících jezdců ve sprintu                                                   |

| 2001                                                 | Red Bull Sauber Petronas  | Sauber C20             | Petronas 01A 3,0 V10       | AUS 6   | MAL Ret | BRA Ret | SMR Ret | ESP 8   | AUT 4   | MON 10  | CAN 4   | EUR 10  | FRA 7   | GBR 5   | GER Ret | HUN 7   | BEL DNS | ITA 7   | USA Ret | JPN Ret |         |        |         |         |         | 9   | 10. místo |
| 2002                                                 | West McLaren Mercedes     | McLaren MP4-17         | Mercedes FO 110M 3,0 V10   | AUS 3   | MAL Ret | BRA 12† | SMR Ret | ESP Ret | AUT Ret | MON Ret | CAN 4   | EUR 3   | GBR Ret | FRA 2   | GER Ret | HUN 4   | BEL Ret | ITA Ret | USA Ret | JPN 3   |         |        |         |         |         | 24  | 6. místo  |
| 2003                                                 | West McLaren Mercedes     | McLaren MP4-17         | Mercedes FO 110M/P 3,0 V10 | AUS 3   | MAL 1   | BRA 2   | SMR 2   | ESP Ret | AUT 2   | MON 2   | CAN 6   | EUR Ret | FRA 4   | GBR 3   | GER Ret | HUN 2   | ITA 4   | USA 2   | JPN 2   |         |         |        |         |         |         | 91  | 2. místo  |
| 2004                                                 | West McLaren Mercedes     | McLaren MP4-19         | Mercedes FO 110Q 3,0 V10   | AUS Ret | MAL Ret | BHR Ret | SMR 8   | ESP 11  | MON Ret | EUR Ret | CAN 5   | USA 6   |         |         |         |         |         |         |         |         |         |        |         |         |         | 45  | 7. místo  |
| 2004                                                 | West McLaren Mercedes     | McLaren McLaren MP4-19 | Mercedes FO 110Q 3,0 V10   |         |         |         |         |         |         |         |         |         | FRA 7   | GBR 2   | GER Ret | HUN Ret | BEL 1   | ITA Ret | CHN 3   | JPN 6   | BRA 2   |        |         |         |         | 45  | 7. místo  |
| 2005                                                 | West McLaren Mercedes     | McLaren MP4-20         | Mercedes FO 110R 3,0 V10   | AUS 8   | MAL 9   | BHR 3   | SMR Ret | ESP 1   | MON 1   | EUR 11† | CAN 1   | USA DNS | FRA 2   | GBR 3   | GER Ret |         |         |         |         |         |         |        |         |         |         | 112 | 2. místo  |
| 2005                                                 | Team McLaren Mercedes     | McLaren MP4-20         | Mercedes FO 110R 3,0 V10   |         |         |         |         |         |         |         |         |         |         |         |         | HUN 1   | TUR 1   | ITA 4   | BEL 1   | BRA 2   | JPN 1   | CHN 2  |         |         |         | 112 | 2. místo  |
| 2006                                                 | Team McLaren Mercedes     | McLaren MP4-21         | Mercedes FO 108S 2,4 V8    | BHR 3   | MAL Ret | AUS 2   | SMR 5   | EUR 4   | ESP 5   | MON Ret | GBR 3   | CAN 3   | USA Ret | FRA 5   | GER 3   | HUN Ret | TUR Ret | ITA 2   | CHN Ret | JPN 5   | BRA 5   |        |         |         |         | 65  | 5. místo  |
| 2007                                                 | Scuderia Ferrari Marlboro | Ferrari F2007          | Ferrari 056 2,4 V8         | AUS 1   | MAL 3   | BHR 3   | ESP Ret | MON 8   | CAN 5   | USA 4   | FRA 1   | GBR 1   | EUR Ret | HUN 2   | TUR 2   | ITA 3   | BEL 1   | JPN 3   | CHN 1   | BRA 1   |         |        |         |         |         | 110 | 1. místo  |
| 2008                                                 | Scuderia Ferrari Marlboro | Ferrari F2008          | Ferrari 056 2,4 V8         | AUS 8†  | MAL 1   | BHR 2   | ESP 1   | TUR 3   | MON 9   | CAN Ret | FRA 2   | GBR 4   | GER 6   | HUN 3   | EUR Ret | BEL 18† | ITA 9   | SIN 15† | JPN 3   | CHN 3   | BRA 3   |        |         |         |         | 75  | 3. místo  |
| 2009                                                 | Scuderia Ferrari Marlboro | Ferrari F60            | Ferrari 056 2,4 V8         | AUS 15† | MAL 14  | CHN 10  | BHR 6   | ESP Ret | MON 3   | TUR 9   | GBR 8   | GER Ret | HUN 2   | EUR 3   | BEL 1   | ITA 3   | SIN 10  | JPN 4   | BRA 6   | ABU 12  |         |        |         |         |         | 48  | 6. místo  |
| 2010 – 2011: Kimi Räikkönen se neúčastnil Formule 1. |                           |                        |                            |         |         |         |         |         |         |         |         |         |         |         |         |         |         |         |         |         |         |        |         |         |         |     |           |
| 2012                                                 | Lotus F1 Team             | Lotus E20              | Renault RS27-2012 2,4 V8   | AUS 7   | MAL 5   | CHN 14  | BHR 2   | ESP 3   | MON 9   | CAN 8   | EUR 2   | GBR 5   | GER 3   | HUN 2   | BEL 3   | ITA 5   | SIN 6   | JPN 6   | KOR 5   | IND 7   | ABU 1   | USA 6  | BRA 10  |         |         | 207 | 3. místo  |
| 2013                                                 | Lotus F1 Team             | Lotus E21              | Renault RS27-2013 2,4 V8   | AUS 1   | MAL 7   | CHN 2   | BHR 2   | ESP 2   | MON 10  | CAN 9   | GBR 5   | GER 2   | HUN 2   | BEL Ret | ITA 11  | SIN 3   | KOR 2   | JPN 5   | IND 7   | ABU Ret | USA     | BRA    |         |         |         | 183 | 5. místo  |
| 2014                                                 | Scuderia Ferrari          | Ferrari F14 T          | Ferrari 059/3 1,6 V6 t     | AUS 7   | MAL 12  | BHR 10  | CHN 8   | ESP 7   | MON 12  | CAN 10  | AUT 10  | GBR Ret | GER 11  | HUN 6   | BEL 4   | ITA 9   | SIN 8   | JPN 12  | RUS 9   | USA 13  | BRA 7   | ABU 10 |         |         |         | 55  | 12. místo |
| 2015                                                 | Scuderia Ferrari          | Ferrari SF15-T         | Ferrari 060 1,6 V6 t       | AUS Ret | MAL 4   | CHN 4   | BHR 2   | ESP 5   | MON 6   | CAN 4   | AUT Ret | GBR 8   | HUN Ret | BEL 7   | ITA 5   | SIN 3   | JPN 4   | RUS 8   | USA Ret | MEX Ret | BRA 4   | ABU 3  |         |         |         | 150 | 4. místo  |
| 2016                                                 | Scuderia Ferrari          | Ferrari SF16-H         | Ferrari 061 1,6 V6 t       | AUS Ret | BHR 2   | CHN 5   | RUS 3   | ESP 2   | MON Ret | CAN 6   | EUR 4   | AUT 3   | GBR 5   | HUN 6   | GER 6   | BEL 9   | ITA 4   | SIN 4   | MAL 4   | JPN 5   | USA Ret | MEX 6  | BRA Ret | ABU 6   |         | 186 | 6. místo  |
| 2017                                                 | Scuderia Ferrari          | Ferrari SF70H          | Ferrari 062 1,6 V6 t       | AUS 4   | CHN 5   | BHR 4   | RUS 3   | ESP Ret | MON 2   | CAN 7   | AZE 14† | AUT 5   | GBR 3   | HUN 2   | BEL 4   | ITA 5   | SIN Ret | MAL DNS | JPN 5   | USA 3   | MEX 3   | BRA 3  | ABU 4   |         |         | 205 | 4. místo  |
| 2018                                                 | Scuderia Ferrari          | Ferrari SF71H          | Ferrari 062 EVO 1,6 V6 t   | AUS 3   | BHR Ret | CHN 3   | AZE 2   | ESP Ret | MON 4   | CAN 6   | FRA 3   | AUT 2   | GBR 3   | GER 3   | HUN 3   | BEL Ret | ITA 2   | SIN 5   | RUS 4   | JPN 5   | USA 1   | MEX 3  | BRA 3   | ABU Ret |         | 251 | 3. místo  |
| 2019                                                 | Alfa Romeo Racing         | Alfa Romeo Racing C38  | Ferrari 064 1,6 V6 t       | AUS 8   | BHR 7   | CHN 9   | AZE 10  | ESP 14  | MON 17  | CAN 15  | FRA 7   | AUT 9   | GBR 8   | GER 12  | HUN 7   | BEL 16  | ITA 16  | SIN Ret | RUS 13  | JPN 12  | MEX Ret | USA 11 | BRA 4   | ABU 13  |         | 43  | 12. místo |
| 2020                                                 | Alfa Romeo Racing ORLEN   | Alfa Romeo Racing C39  | Ferrari 065 1,6 V6 t       | AUT Ret | STY 11  | HUN 15  | GBR 17  | 70A 15  | ESP 14  | BEL 12  | ITA 13  | TUS 9   | RUS 14  | EIF 12  | POR 11  | EMI 9   | TUR 15  | BHR 15  | SKR 14  | ABU 12  |         |        |         |         |         | 4   | 16. místo |
| 2021                                                 | Alfa Romeo Racing ORLEN   | Alfa Romeo Racing C41  | Ferrari 065/6 1,6 V6 t     | BHR 11  | EMI 13  | POR Ret | ESP 12  | MON 11  | AZE 10  | FRA 17  | STY 11  | AUT 15  | GBR 15  | HUN 10  | BEL 18  | NED WD  | ITA     | RUS 8   | TUR 12  | USA 13  | MXC 8   | SAP 12 | QAT 14  | SAU 15  | ABU Ret | 10  | 16. místo |

### Výsledky v ostatních formulových kategoriích
| Sezóna | Série                                          | Tým              | Vůz            | Závody | Vítězství | Pole Position | Podium | Body | Konečné umístění |
| 1999   | Formule Renault 2000 V. Británie (Zimní série) | Manor Motorsport | Renault FR2000 | 4      | 4         | 0             | 4      |      | 1. místo         |
|        | Formule Renault V. Británie                    | Haywood Racing   |                | 4      | 0         | 0             | 1      |      |                  |
|        | Formule Ford Evropa                            |                  |                |        |           |               |        |      | 5. místo         |
| 2000   | Formule Renault 2000 V. Británie               | Manor Motorsport | Renault FR2000 | 10     | 7         | 6             | 10     | 316  | 1. místo         |
|        | Formule Renault 2000 Eurocup                   | Manor Motorsport | Renault FR2000 | 2      | 2         | 2             | 2      | 62   | 7. místo         |

### Rekordy a statistiky ve Formuli 1
- Kimi Räikkönen se dělí o rekord 7 vítězství v sezóně, ve které ale nezískal titul mistra světa. Stejně dopadl v roce 1984 a 1988 Alain Prost a v roce 2006 Michael Schumacher.
- V roce 2005 se Kimi Räikkönen podělil o rekord 10 nejrychlejších kol v sezóně. O rekord se dělí s Michaelem Schumacherem, který byl 10× nejrychlejší v sezóně 2004.
- Kimi Räikkönen je devátý v tabulkách o dosažení nejrychlejších kol a je tak nejvýše postaveným aktivním jezdcem (k roku 2007).
- Kimi Räikkönen je prvním jezdcem od roku 1989, který při svém debutu u Ferrari zvítězil. Naposledy se to povedlo Nigelu Mansellovi a v roce 2010 Fernandu Alonsovi.
- Kimi Räikkönen je prvním jezdcem po Juanu Manuelovi Fangiovi, který při svém debutu u Ferrari zaznamenal vítězství, pole position a nejrychlejší kolo.
- V roce 2008 Kimi Räikkönen znovu zajel 10 nejrychlejších kol v sezóně a vyrovnal tak svůj a M. Schumacherův rekord.
- Kimi Räikkönen je již třetí v tabulkách o dosažení nejrychlejších kol v závodě a je tak nejvýše postaveným aktivním jezdcem (k roku 2013).Na svém kontě má již 39 nejrychlejších kol v závodě.
- V roce 2013 Kimi Räikkönen překonal rekord Michaela Schumachera v počtu závodů ve kterých dokázal bodovat v řadě (27 závodů).Kimi získal body v každém závodě od Grand Prix Bahrajnu 2012 do Grand Prix Maďarska 2013.

### Úspěchy ve Formuli 1
| Sezóna | Tým        | Umístění  | Body |
| ------ | ---------- | --------- | ---- |
| 2001   | Sauber     | 10. místo | 9    |
| 2002   | McLaren    | 6. místo  | 24   |
| 2003   | McLaren    | 2. místo  | 91   |
| 2004   | McLaren    | 7. místo  | 45   |
| 2005   | McLaren    | 2. místo  | 112  |
| 2006   | McLaren    | 5. místo  | 65   |
| 2007   | Ferrari    | 1. místo  | 110  |
| 2008   | Ferrari    | 3. místo  | 75   |
| 2009   | Ferrari    | 6. místo  | 48   |
| 2012   | Lotus      | 3. místo  | 207  |
| 2013   | Lotus      | 5. místo  | 183  |
| 2014   | Ferrari    | 12. místo | 55   |
| 2015   | Ferrari    | 4. místo  | 150  |
| 2016   | Ferrari    | 6. místo  | 186  |
| 2017   | Ferrari    | 4. místo  | 205  |
| 2018   | Ferrari    | 3. místo  | 251  |
| 2019   | Alfa Romeo | 12. místo | 43   |
| 2020   | Alfa Romeo | 16. místo | 4    |

- Do roku 2002 bodovalo prvních 6. jezdců – 10-6-4-3-2-1
- Od roku 2003 do roku 2009 bodovalo prvních 8. jezdců – 10-8-6-5-4-3-2-1
- Od roku 2010 boduje prvních 10. jezdců – 25-18-15-12-10-8-6-4-2-1

- Räikkönenův průměrný bodový zisk za závod je 4,44 bodu.
- Räikkönenův průměrný bodový zisk za sezónu je 78,6 bodu.

Za dobu Räikkönenovy kariéry se dvakrát měnil bodový systém, takže jsou tato fakta o proti mladším jezdcům zkreslující a nelze je porovnávat.
Poslední aktualizace průměru bodového zisku byla po konci sezóny 2012.

### WRC
| Rok  | Tým                  | Vůz                     | 1      | 2       | 3     | 4     | 5   | 6      | 7      | 8      | 9       | 10      | 11      | 12      | 13      | PJ        | Body |
| ---- | -------------------- | ----------------------- | ------ | ------- | ----- | ----- | --- | ------ | ------ | ------ | ------- | ------- | ------- | ------- | ------- | --------- | ---- |
| 2009 | Tommi Mäkinen Racing | Fiat Grande Punto S2000 | IRE    | NOR     | CYP   | POR   | ARG | ITA    | GRE    | POL    | FIN Ret | AUS     | ESP     | GBR     |         | NC        | 0    |
| 2010 | Citroën Junior Team  | Citroën C4 WRC          | SWE 29 | MEX Ret | JOR 8 | TUR 5 | NZL | POR 10 | BUL 11 | FIN 25 | GER 7   | JPN Ret | FRA Ret | ESP DNS | GBR 8   | 10. místo | 25   |
| 2011 | ICE 1 Racing         | Citroën DS3 WRC         | SWE 8  | MEX     | POR 7 | JOR 6 | ITA | ARG    | GRE 7  | FIN 9  | GER 6   | AUS WD  | FRA Ret | ESP Ret | GBR Ret | 10. místo | 34   |

Systém bodování ve WRC – 25-18-15-12-10-8-6-4-2-1